# Nähmaschine
Die Nähmaschine dient zur mechanischen Herstellung einer Naht.

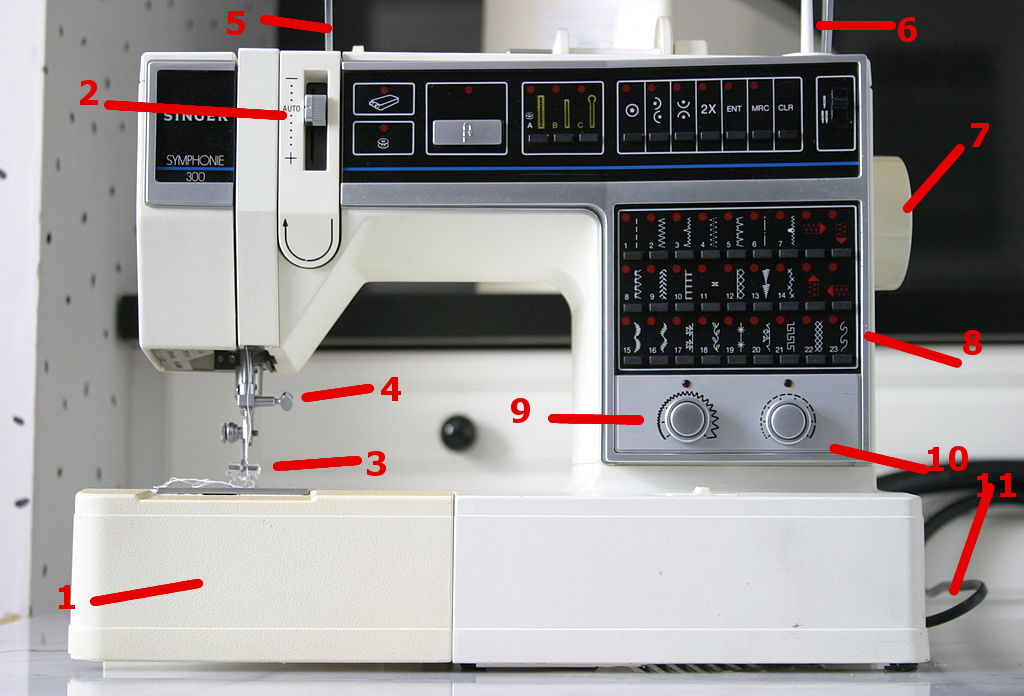
Nähmaschine Singer Symphonie 300, 2005

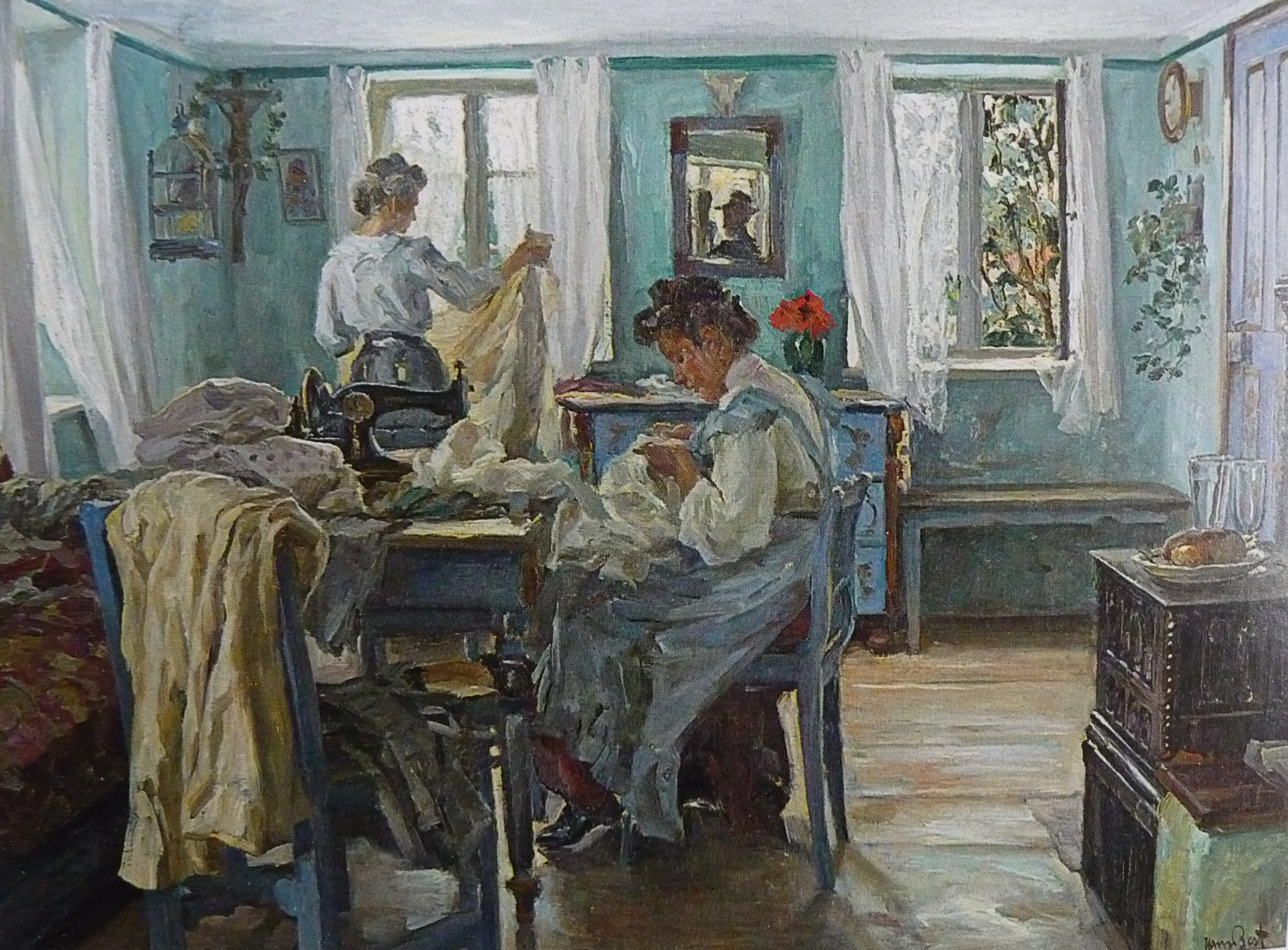
Die Anschaffung einer eigenen Nähmaschine ermöglichte es breiten Bevölkerungskreisen, Kleidung preiswert und individuell selbst herzustellen

## Funktionsweise

### Zusammenspiel von Nadel und Faden

Animation der Nahterzeugung

Zur Herstellung einer Naht innerhalb eines Gewebes werden ein oder mehrere Fäden (Nähgarn) durch Nähen miteinander verknüpft, wobei der sogenannte Oberfaden zuvor mit einer Nähmaschinennadel durch das Gewebe geschoben wird. Ein Greifer übernimmt nach dem Durchstich der Nähnadel durch das Nähgut einen Teil des zunächst an der Nadel anliegenden Oberfadens; dieser muss dem Greifer zuvor zugänglich gemacht werden. Das erfolgt meist durch den Schlingenhub, eine Nadelbewegung, die nach dem unteren Totpunkt der Nadel in Richtung Ausstich erfolgt und den Faden von der Nadel löst.

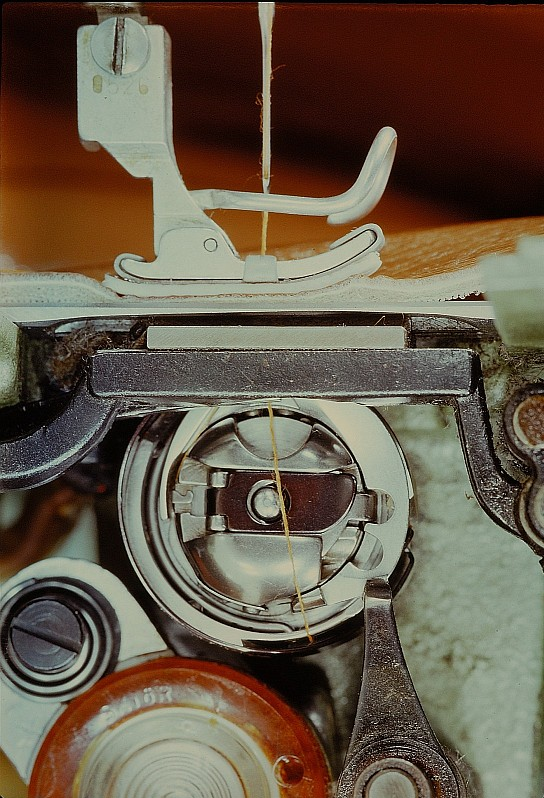
Einfacher Schnellnäher, Doppelsteppstich mit Kapsellüfter und Untertransporteur, Nähfuß mit Teflon belegt

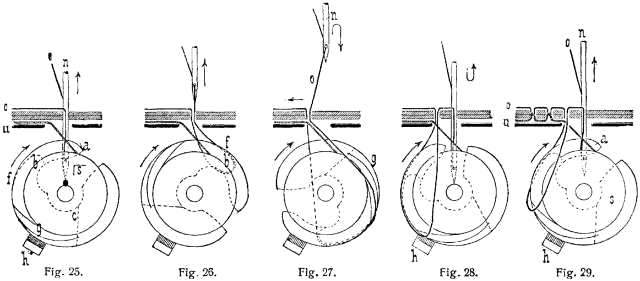
Erzeugung einer einfachen Naht

Die nun folgende Verschlingung bei der Doppelsteppstichmaschine geschieht entweder durch Hindurchführen eines Spulenfadenwickels zwischen Nadel und großgezogener Fadenschlinge, wobei Spulenfaden abgewickelt wird, oder durch Umführen der Fadenschlinge um einen Spulenwickel. Das Bild zeigt die Umführung einer Fadenschlinge eines einfach vertikal umlaufenden Greifers um einen Spulenfadenwickel zur Bildung des Doppelsteppstiches. Die meisten heute gebauten gleichförmig umlaufenden Greifersysteme machen zwei Umdrehungen pro Stich, allerdings werden auch Greifersysteme mit drei Umdrehungen pro Stich gebaut. Die horizontal umlaufenden Greifersysteme erlauben das Wechseln der Spule von oben. In preiswerten Haushaltsnähmaschinen werden oft auch oszillierende Greifersysteme eingesetzt.
- Bei Kettenstichmaschinen wird anstelle des Spulenwickels der nächste Nadeleinstich verwendet, um die Verschlingung zu erzielen.

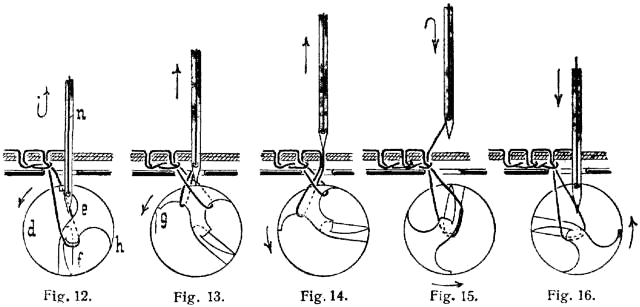
Einfaden-Kettenstich

Das Bild rechts zeigt die Stichbildung eines Einfaden-Kettenstiches, wie sie auch heute noch vielfach bei Knopfannähern, Stielumwicklern, Punktheftmaschinen, Reihmaschinen etc. in der nähenden Industrie eingesetzt wird. Wenn der Greifer fadenführend ist, so spricht man vom Doppelkettenstich. Allerdings wird bei dieser Stichart die Nadelfadenschlinge durch den Greiferfaden verkettet; der Greiferfaden selbst wird durch den nächsten Einstich der Nadel verkettet, so dass eine Doppelverkettung erzeugt wird. Dazu muss die Nadel präzise in das Fadendreieck stechen, was voraussetzt, dass sich die Schlinge des vorhergehenden Nadelfadens und der Greiferfaden in einer bestimmten, stabilen Position befinden, um die Verkettung zu ermöglichen. Oft wird mit mehreren Nadeln und einem Greiferfaden gearbeitet (Unterdecknaht), auch Oberfadenleger werden in Kombination eingesetzt.
- Überwendlichmaschinen haben meist zwei Greifer, die beide fadenführend sein können. Sie arbeiten um die Versäuberungskante herum, die Verkettung durch die Nadel geschieht auf der Nähgutoberseite, während die Verkettung von Doppelkettenstichmaschinen auf der Unterseite unterhalb der Stichplatte erfolgt. Pelznähmaschinen arbeiten ebenso um die zu vernähenden Stoffkanten herum. Hier kommen sowohl Maschinen mit nur einem Greifer (Einfaden – Kettenstich) als auch andere Greifersysteme zum Einsatz. Üblich ist hier der Transport des Nähgutes mittels angetriebener horizontaldrehender Teller.

- Die maschinell hergestellte Handnaht vernäht einen kurzen Faden, der jeweils in das Nadelöhr eingefädelt wird. Zwei Nadelzangen, die oberhalb und unterhalb des Stoffes arbeiten, schieben und ziehen die Nadel wechselweise durch den Stoff. Das Nadelöhr befindet sich in der Nadelmitte, die beiden Nadelenden sind spitz.

Diese Naht wird auch mittels einer Nähmaschine mit Hakennadel erzeugt. Der Haken befindet sich am Ende der Nadel in der Nähe der Nadelspitze. Damit der Haken keine Beschädigungen am Stoff verursacht, ist er während des Durchstichs durch das Nähgut durch einen beweglichen Schieber verdeckt. Der Nähfaden wird oberhalb des Nähgutes in den Nadelhaken eingelegt. Dazu wird der Schieber betätigt, um den Haken freizugeben. Nach dem darauffolgenden Verschließen des Hakens durch den Schieber wird der Nähfaden auf die zu vernähende Länge abgeschnitten. Es erfolgt der Durchstich der Hakennadel durch das Nähgut. Jetzt gibt der Schieber den Faden zur kompletten Übernahme auf den Greifer und die Fadenzange frei. Der nächste Stich ist ein Leerstich. Danach wird der Faden durch die Fadenzange wieder in den Haken der Nadel eingelegt, sodass der folgende Stich wieder ein Stich mit Nähfaden wird (Punktstich).
Die Länge der Fäden, die vernäht werden können, ergibt sich durch die Größe des Greiferweges, der das Durchziehen des Nähfadens durch das Nähgut nach jedem Stich übernimmt (kleiner als 1 m).
- Die imitierte Handnaht erzeugt eine Einfaden-Kettenstichnaht und arbeitet mit einer Hakennadel und einer Nadel mit Öhr.

Passive oder aktiv angetriebene Nadelanschläge tragen wesentlich zur Stichsicherheit bei, da bei der Aufnahme des Nadelfadens auf den Greifer dieser ganz dicht an der Nähnadel vorbeigeführt werden muss, ohne die Nadel zu berühren. Weitere Stichbildungsorgane wie Spannung, Fadenhebel und Fadenscheibe dienen der Kontrolle und zum Spannen der Fäden. Bei Doppelkettenstichmaschinen werden auch Spreizer eingesetzt, um den Greiferfaden durch die Nadel sicher verketten zu können.

### Stichlänge und Stofftransport

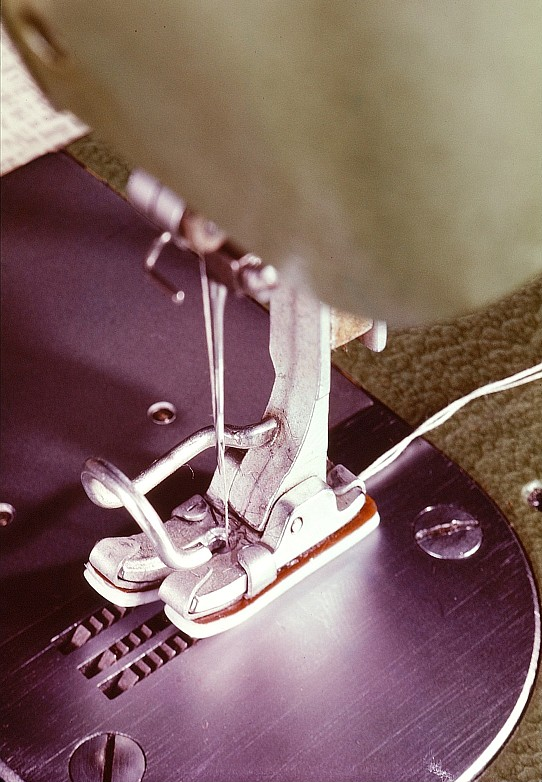
Untertransporteur mit Stichplatte und teflonbeschichtetem Nähfuß

Untertransporteur bewegt den Stoff (im Bild nach links)

Für jede Nähgutart werden geeignete Transporteinrichtungen zum Erzeugen einer Stichlänge oder Stichfolge gebaut. Der bei Haushaltnähmaschinen meist alleine arbeitende Untertransporteur weist den Nachteil auf, dass nur die untere Stofflage angetrieben wird, während der Nähfuß die obere Stofflage bremst. Das führt zu unerwünschten Stofflageverschiebungen, die durch geschicktes Ziehen (Dehnen) der unteren Stofflage während des Nähens teilweise ausgeglichen werden können. Pfaff baut daher eine Haushaltnähmaschine mit zusätzlichem Obertransporteur, der diesen Fehler teilweise kompensiert. Bei Overlockmaschinen und Überwendlichmaschinen werden oft zwei im Weg differenziert einstellbare Untertransporteure eingesetzt, wobei der vordere Transporteur das Ziehen (Dehnen) der unteren Stofflage übernehmen kann. Diese Maschinen werden auch mit zusätzlichem Obertransporteur eingesetzt. Der zusätzliche Obertransporteur ist in der Industrie weit verbreitet und wird auch durch angetriebene Walzen, Räder oder Bänder im oder am Nähfuß verwirklicht. Wenn zusätzlich zum Untertransporteur die Nähnadel nach dem Durchstechen mit transportiert, so spricht man vom Nadeltransport. Die Transportwirkung der Nähnadel zum Verringern von Stofflageverschiebungen ist allerdings nur bei unelastischem Nähgut wirksam.
Im Lederwarenbereich werden teilweise Dreifachtransportmaschinen verwendet. Hier kommt der Untertransporteur wie auch der Obertransporteur zur Wirkung, wobei zusätzlich die Nadel während des Stichbildungsvorgangs mit transportiert. Ein Haltefuß hebt sich während des Transportvorgangs und hält das Nähgut beim Leertransport fest (alternierender Transport). Stehen keine ausreichenden Transportorgane zur Verfügung, können Nähfüße mit Teflon belegt werden; auch Rollfüße sind im Einsatz. In der Schuhindustrie sind auch angetriebene Rollfüße üblich. Gängige Praxis war früher das Pudern von Lederwaren oder Einölen von Plastikmaterial, wenn kein ausreichender Transport vorhanden war. Auch reibungsminderndes Papier wurde teilweise mitgenäht. Diese Praxis ist beim Nähen von Samt im Haushaltbereich auch heute noch üblich.

## Maschinentypen

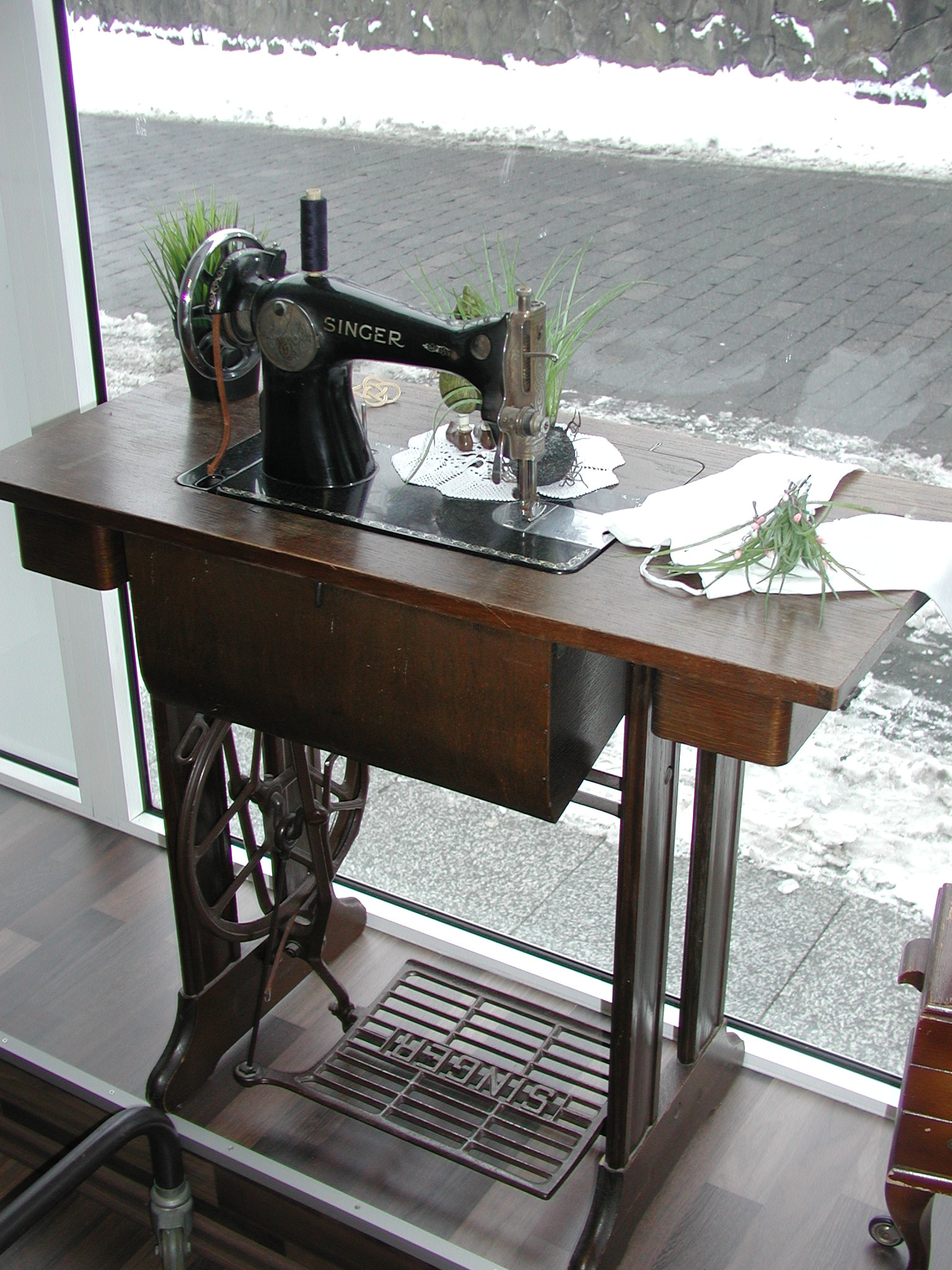
Nähmaschine mit Fußantrieb

Die Grundform der Nähmaschine ist die rechtsständige Flachbettnähmaschine. Für besondere Arbeitsgänge sind entsprechende Nähmaschinenformen entwickelt worden, die wie folgt zu unterscheiden sind: Flachbett-, Sockel-, Säulen-, Freiarm- und Blocknähmaschine. Es wurden auch vereinzelt linksständige Nähmaschinen gebaut, die Armmaschine unterteilt sich in freiarm-, armabwärts- und armaufwärtsnähende Ausführungen. Die Säulenmaschine gibt es in mehreren Säulenhöhen und -konstruktionen sowie mit drehbarer Kurbelsäule in verschiedenen Ausführungen.

### Nähautomaten, Knopflochmaschinen
Nähautomaten arbeiten meist mit Werkzeugen, die für spezielle Arbeitsvorgänge, wie das Erzeugen eines Knopfloches, das Annähen von Knöpfen oder eine definierte Verriegelung konstruiert werden. Es werden oft Messer eingesetzt, um mit dem Arbeitsgang Nähen andere Arbeitsgänge zu koppeln. Weit verbreitet ist das gleichzeitige Beschneiden der Nahtkanten beim Vernähen. Hier kommen meist ein bewegliches Obermesser und ein feststehendes Gegenmesser zum Einsatz, wobei große Standzeiten erreicht werden, wenn eines der beiden Messer aus Hartmetall besteht. Knopflochmaschinen schneiden in der Regel die genähten Knopflöcher vor oder nach dem Nähen automatisch auf. Doch es werden auch Messer bei anderen Näharbeiten eingesetzt, weil der Einschnitt zur Naht genau bestimmt werden kann. Die meisten Industrienähmaschinen haben automatische Fadenabschneider eingebaut. Knopfannäher können mit automatischer Knopfzufuhr ausgestattet werden. Vollautomaten, die ohne Bedienpersonal auskommen, sind nur selten verwirklicht worden; Textilien, die keine vorherbestimmbaren Positionen einnehmen, eignen sich nicht gut zur Automatisierung. Allerdings werden für viele spezielle Arbeiten entsprechende Halbautomaten eingesetzt.

### Kleinstnähmaschinen

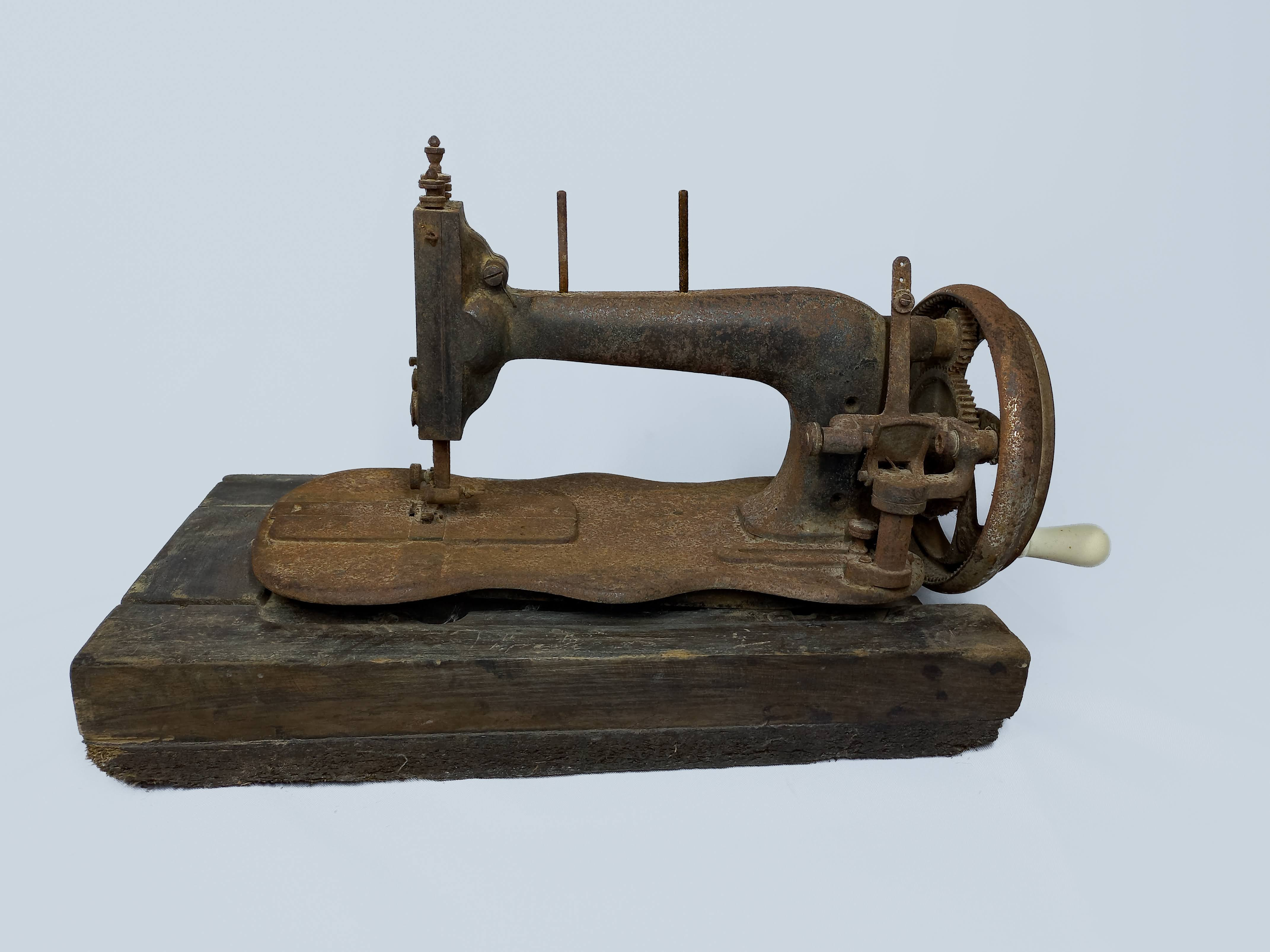
Alte Nähmaschine (brasilianisches Museum)

Außer solchen großen Nähmaschinen gibt es noch zum einen sehr vereinfachte und teilweise bis zur Spielzeuggröße verkleinerte, als Mini-Nähmaschinen bezeichnete Haushaltsnähmaschinen. Sie haben grundsätzlich einen eingebauten Elektromotor und werden mit Kleinspannung betrieben, gegebenenfalls wahlweise mit Batterien oder Netzteil. Für das Reisegepäck sind sie aber zu groß (Schuhkartonformat). Außerdem gibt es sehr niedrigpreisige, sogenannte Handnähmaschinen; das sind Kleingeräte fürs Handgepäck, in der ungefähren Größe von Zigarettenschachteln, vom Aussehen Heftklammergeräten nicht unähnlich. Sie arbeiten generell einfädig und erzeugen deswegen eine Kettenstichnaht, die naturgemäß bei Beschädigung oder fehlendem Abschluss anfällig dafür ist, sich komplett aufzuziehen. Diese Handnähmaschinen gibt es rein mechanisch ohne Motorantrieb (sie müssen für jeden Stich mit der Hand zusammengedrückt werden, wie eine Heftklammernzange) und batteriebetrieben mit Elektromotor (ein verbreitetes Modell hat auch eine Anschlussbuchse zum Betrieb mit einem Netzadapter). Diese Handnähmaschinen benötigen spezielle Maschinennähnadeln, die kleiner als Nähnadeln für Haushaltsnähmaschinen sind. Sie eignen sich unter anderem besonders zum Nähen an bereits installierten Wohntextilien (Vorhänge etc.) oder Notreparaturen auf Reisen. Die mechanischen Geräte kosten weniger als die elektrischen, sind kleiner und leichter als die motorangetriebenen und können zudem nicht wegen leerer Batterien ausfallen, die mit Motor angetriebenen sind jedoch in der Benutzung bequemer. Die weitere Entwicklung bleibt abzuwarten: Bisher ist die Mechanik der Handnähmaschinen recht einfach; sie besitzen zwar einen Stofftransport, können aber nur einfache Geradeausnähte erzeugen. Grundsätzlich sollte es möglich sein, dass sie auch einige Nutzsticharten erzeugen können. Entsprechende Modelle sind aber bisher nicht bekannt.

### Overlock-Nähmaschine
Eine Overlock-Nähmaschine (kurz: Overlock) dient dazu, Stoff in einem Arbeitsgang zusammenzunähen, zu versäubern und präzise abzuschneiden.

## Aufstellung von Industrienähmaschinen
Die Ablösung des Transmissionsantriebs durch elektrische Einzelantriebsmotoren an jeder Nähmaschine ermöglichte die flexible Integration von Nähmaschinen in unterschiedlichste Fertigungsabläufe. Die Serienfertigung zur Beschickung des Näharbeitsplatzes erfolgt durch vielfältige Warentransporteinrichtungen, auch Schiebesysteme oder Hängesysteme. Entsprechende Arbeitsplatzgestaltungen erfolgen oft mit entsprechenden Ablagen oder Tischen und werden für den entsprechenden Nähprozess speziell gestaltet.
Die meisten Industrienähmaschinen werden mit einem 4-beinigen Eisengestell und einer darauf befestigten Tischplatte zu einer auf dem Fußboden stehenden transportablen Näheinheit montiert. Der elektrische Antriebsmotor befindet sich dabei oft unter der Tischplatte, die Kraftübertragung erfolgt dann über Keilriemen. Manchmal werden Elektroantriebe auch direkt in oder an die Nähmaschine integriert. Der Fußboden, auf dem die Näheinheit steht, dämpft dabei die Vibrationen der beweglichen Teile, auch wenn diese auf Gummipuffern gelagert sind. Je nach Anforderung sind auch andere Näheinheiten üblich. So werden Nähmaschinen zum Verschließen von Tüten oder Säcken in halbautomatische oder vollautomatische Abfülleinrichtungen integriert; auch hängende Nähsysteme sind hier üblich. Zum manuellen Verschließen von Säcken werden Handnähmaschinen verwendet; die Energiezufuhr des integrierten Antriebs erfolgt über flexible Stromkabel, Batterie oder Druckluft.

## Antriebstypen
Zu Beginn der Entwicklung wurden Nähmaschinen durch Handkurbeln oder per Pedal durch die Füße der nähenden Person angetrieben, in der Frühzeit der Industrialisierung auch von zentralen Antriebsmaschinen über ein Transmissionsystem. Heutzutage erfolgt der Antrieb einer Nähmaschine gewöhnlich mit einem Elektromotor, obwohl auch noch Nähmaschinen mit Pedalantrieb in Gebrauch sind und hergestellt werden. Platzsparende Tischnähmaschinen hatten vor der Elektrifizierung eine Handkurbel mit Übersetzung. Einer Umdrehung der Kurbel entsprachen drei Stiche.
Elektrisch angetriebene Haushaltsnähmaschinen der einfachsten Bauart (Anlassermotor) haben einen einstellbaren, meist als Pedal ausgeführten Vorwiderstand in der Größenordnung 1000 Ohm, mit dem die Drehzahl des Motors stufenlos verändert werden kann. Weit verbreitet sind auch elektronische Leistungsregler, wobei teilweise auch die Nadelstellung beim letzten Stich in eine definierte Position gebracht werden kann. Bei automatischer Nadeltiefstellung sowie Nadelendstellung entfällt der Griff zum Handrad, um z. B. die Nadel in das Nähgut zu stechen, um es um die eingestochene Nadel zu drehen, oder um das Nähgut nach dem letzten Stich zu entnehmen, wobei nicht nur die Nadel in Hochstellung sein muss, sondern der Fadenhebel den Nadelfaden aus dem Greifer gezogen haben soll. Dieser soll sich dann in Höchststellung (oberer Totpunkt) befinden.
Antriebsmotoren von Industrienähmaschinen sind in der einfachsten Bauart ähnlich denen von Haushaltnähmaschinen aufgebaut. Um ein schnelles Beschleunigen und Abbremsen der Wellen in der Nähmaschine zu ermöglichen, werden Drehstrommotoren mit Kupplungs- und Bremsscheibe eingesetzt (Kupplungsmotor). Hier läuft der Rotor des Elektromotors nach dem Einschalten immer in der Nähe der Solldrehzahl, die durch die Motorkonstruktion vorgegeben ist. Die Abtriebswelle ist mit einer Bremsscheibe und einer Kupplungsscheibe ähnlich der von Kraftfahrzeugen ausgerüstet. Die Drehzahl wird durch Kuppeln oder Bremsen von Null bis auf ein Maximum reguliert, ein Keilriemen überträgt die Kraft auf das Handrad der Nähmaschine. Bei Nähmaschinenhalbautomaten mit Stichfolgen wurden Kupplung und Bremse auch in den Antrieb der Nähmaschine eingebaut.
Der Einsatz von automatischen Fadenabschneidern bei der Doppelsteppstichnähmaschine erfordert ein genaues Positionieren des Handrades, wobei definierte Drehzahlen einzuhalten sind. Zunächst wurden dafür Kupplungsmotoren mit Hilfsantrieben eingesetzt, später dann Kupplungsmotoren mit selbstregelnder (elektronisch betätigter) Kupplung und Bremse und nochmals später dann auch Energiesparmotoren ohne separate Abtriebswelle und ohne mechanische Kupplung/Bremse, die nur bei Nähmaschinenbetrieb mittels Strom anlaufen/bremsen. Diese benötigen ein großes Drehmoment, um zu kurzen Beschleunigungs- und Bremszeiten zu kommen. Zur Regelung der Nähmaschinendrehzahl und der Bestimmung ihres Drehwinkels wird immer ein Geber in der Nähmaschine (oft am Handrad) montiert, die der Elektronik die erforderlichen Signale übermittelt, während die Solldrehzahl meist mittels Pedal eingestellt wird. Dieses lässt sich meist nach zwei Seiten betätigen; vorwärts, um zu nähen, und rückwärts, um die Nähfäden automatisch abzuschneiden. Ein zweites Pedal wird oft für die Funktion Nähfuß heben verwendet, womit die bedienende Person immer beide Hände für das Nähgut frei hat. Heute werden je nach Anforderung unterschiedliche Regelungen eingesetzt, wobei auch Stichfolgen und Fotozellenerkennung zum Einsatz kommen.
Der Einsatz von Mikroprozessoren ist in Nähmaschinen weit verbreitet. Bei Haushaltsmaschinen übernehmen sie heute teilweise viele Funktionen; so werden über Stellmotoren der Zickzackantrieb bzw. der Überstich, die Kulisse für die Stichlänge, das Heben und Senken des Nähfußes sowie Stickrahmen bewegt. Über Bedieneinheiten können Nähmuster abgerufen werden, in hochpreisigen Maschinen sind Diskettenlaufwerke zum Abrufen von Stickmustern eingebaut. Auch Schnittstellen zum Anschluss an einen PC wurden verwirklicht.
Bei Industrienähmaschinen sind die Elektromotoren meist mikroprozessorgesteuert; Eingänge und Ausgänge können oft sehr flexibel konfiguriert werden. In Nähautomaten werden heute oft Schrittmotoren eingesetzt; der Antrieb erfolgt über einen speziellen Rechner mit entsprechend leistungsfähigen Ausgängen. Die Auflösung ist in der Regel ein zehntel Millimeter in Richtung jeder Achse. So können bei Riegel- und bei Knopflochmaschinen entsprechend der Größe des Nähfeldes schnelle Musterwechsel vorgenommen werden oder auch spezielle Stichfolgen erstellt/verändert werden. Zum Annähen von Etiketten, Zusammennähen von Serien können individuelle Werkzeuge angefertigt und das Nahtprogramm dazu erstellt werden. Stickmaschinen werden auch als Mehrkopfmaschinen betrieben; hier kann das Programm gleichzeitig mit mehreren Nähmaschinen genäht werden. Auch großflächige Nähfelder sind in der Steppdecken- und Bettenherstellung üblich.

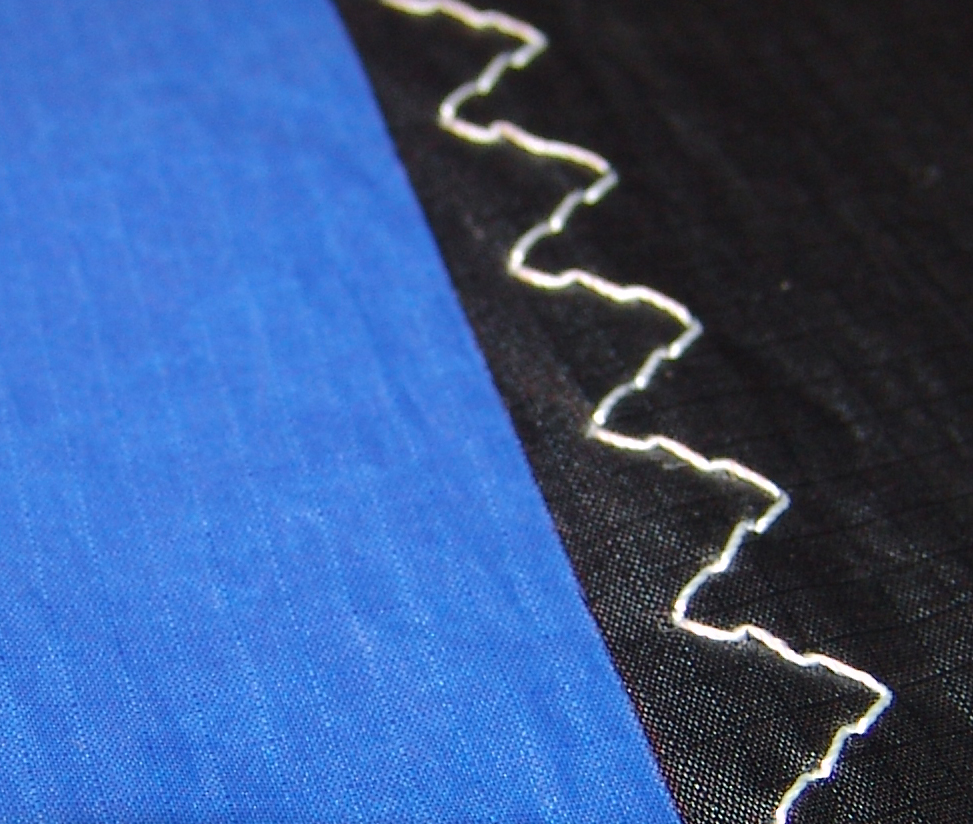
Zickzack-Naht mit jeweils zwei Zwischenstichen (Nutzstich)

### Stichtypen
Zum Nähen nutzt die Maschine spezielle Nähmaschinennadeln. Je nach Maschine gibt es verschiedene Stichtypen, z. B. nur mit einem Faden wie beim Einfachkettenstich. Bei Haushaltsnähmaschinen wird zumeist der Doppelsteppstich verwendet. Aber auch Overlock und Doppelkettenstich sind gebräuchlich. Nach einem internationalen Katalog werden sechs Stichtypenklassen unterschieden, die in der DIN 61 400/ISO 4915 aufgeführt sind. Grundsätzlich wird zwischen elastischen und unelastischen Nähten unterschieden. Die Nähte sollen immer elastischer als das Nähgut sein, um bei Beanspruchung (Dehnung) nicht zu reißen. So kommt bei unelastischen, z. B. gewebten Stoffen meist der Doppelsteppstich zum Einsatz; die Nahtfestigkeit ergibt sich aus der Garnstärke, der eingestellten Spannung und der Anzahl der Stiche. Diese Stichart kann nur begrenzt elastisch gestaltet werden; Verfahren wie Zickzacknähen oder Zwischenstiche (Nutzstich) erhöhen die Menge des eingearbeiteten Nähfadens und somit die Elastizität. Diese weit verbreitete Stichart ist mit viel Störung behaftet; der Spulfadenraum ist begrenzt, was zu häufigem Spulenwechsel führt; der Nadelfaden wird gerade bei kleinen Stichlängen und geringem Fadenverbrauch pro Stich sehr häufig durch das Nadelöhr gezogen, was zu starkem Nadelfadenverschleiß während des Nähvorgangs führt.
Bei Maschenware kommen meist Doppelkettenstichnähmaschinen zum Einsatz. Diese Stichart ist durch die schlingenförmige Stichbildung und den dadurch größeren Fadeneintrag pro Stich gerade bei kleinen Stichlängen sehr elastisch und ist dieser Nähgutart meist besser angepasst als der Doppelsteppstich. Durch die wesentlich geringere Anzahl der Passagen des Nadelfadens durch das Nadelöhr ergibt sich ein geringer Nadelfadenverschleiß während des Nähvorgangs; auch ist der Durchstich durch lockeres Nähgut weniger problematisch. Es kommen daher nicht nur hochwertige, gezwirnte Nähfäden zum Einsatz, sondern sehr häufig auch preiswerte Multifil-Endlosgarne, auch texturiert (Bauschgarn), die mit 150 Umdrehungen pro Meter gedreht sein sollten.

## Geschichte

### Technische Vorläufer
Wie alle Maschinen hat auch die Nähmaschine eine längere Entwicklungszeit hinter sich. In der Steinzeit wurden noch Nadeln aus Knochen und Geweih benutzt, ab der Bronzezeit auch metallene Nadeln. Bis 1830 wurde mit der Hand genäht.
Erst in der Mitte des 18. Jahrhunderts wurde es möglich, die Nähnadel von einer Maschine bewegen zu lassen. Die ersten mechanischen Experimente führte der in England lebende Deutsche Charles Frederick Wiesenthal 1755 durch. Seine Idee war, die Handnähbewegung von einer Maschine ausführen zu lassen und dafür eine zweispitzige Nadel mit Öhr in der Mitte einzusetzen. Diese Nadelform wurde später auch von Joseph Madersperger, John James Greenough und anderen benutzt. Sie findet noch immer in der Stickindustrie Verwendung. Archivunterlagen zufolge hat Wiesenthal jedoch nie eine arbeitsfähige Nähmaschine fertiggestellt.

### Anfänge

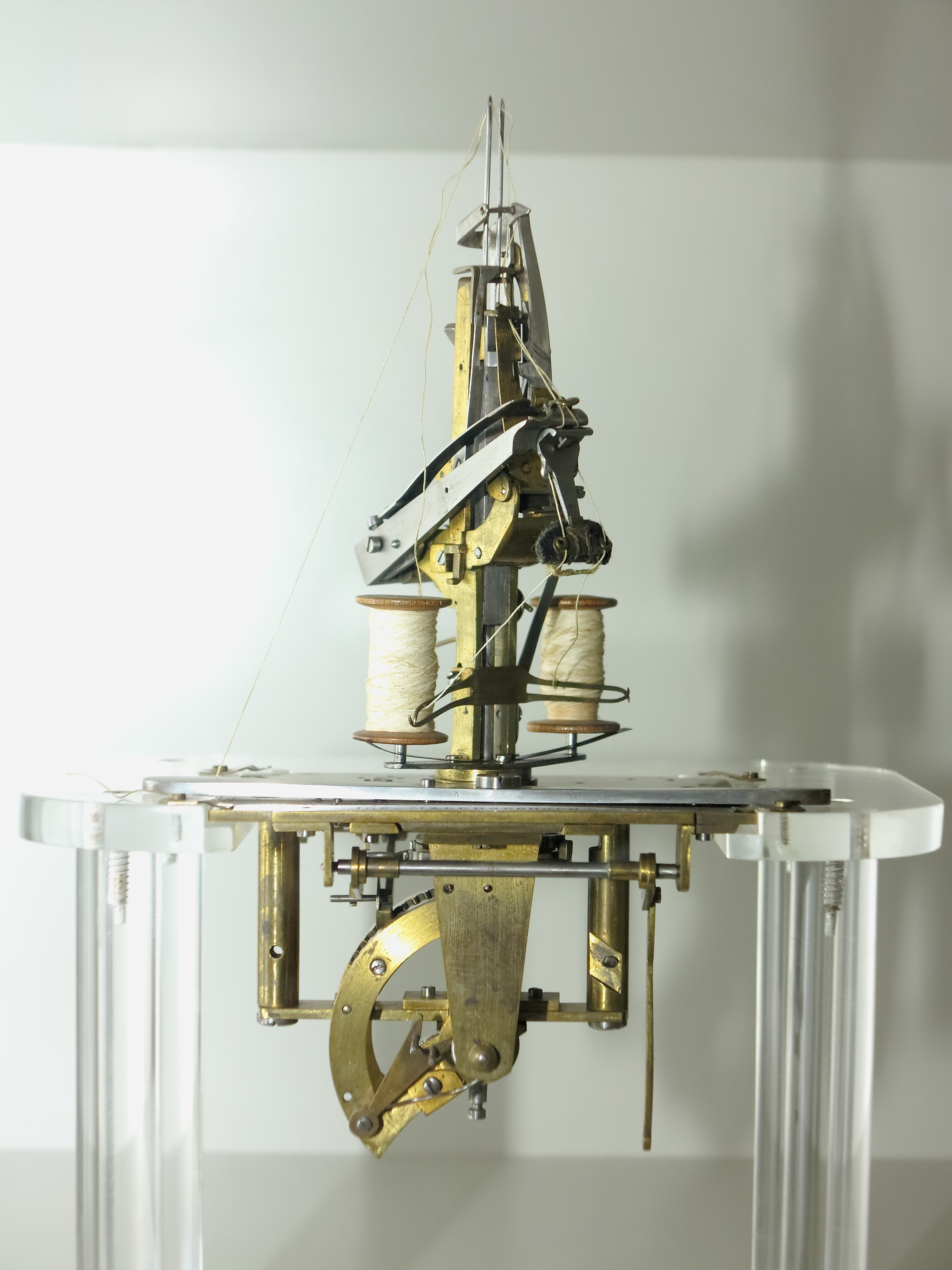
Nähhand des Josef Madersperger um 1825, Technisches Museum Wien

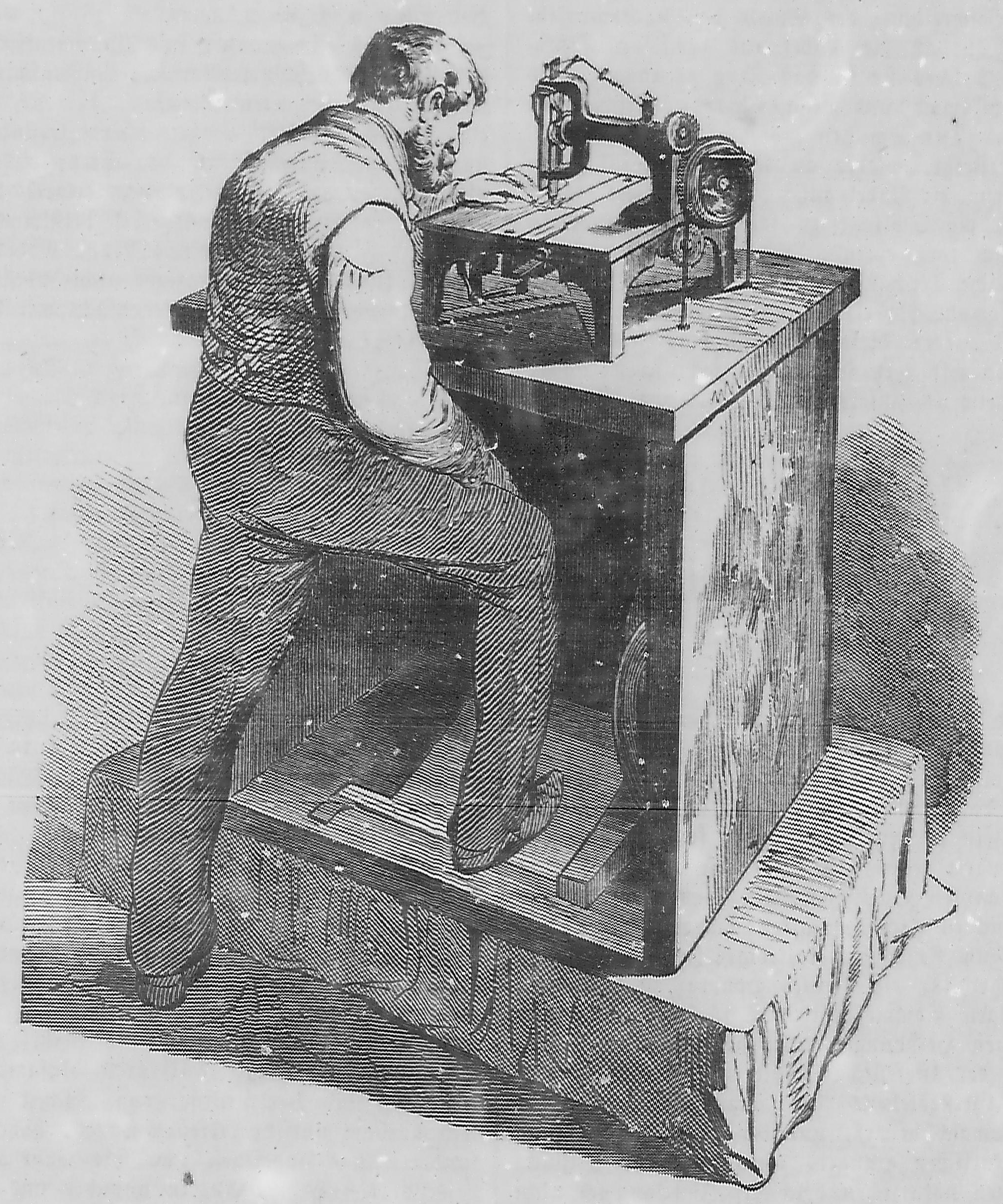
Nähmaschine aus der Zeitschrift Die Gartenlaube von 1853

Die erste arbeitsfähige Nähmaschine für Schuhmacher baute der Engländer Thomas Saint 1790, der seinen Entwurf patentieren ließ. Die Maschine war ganz aus Holz und hatte eine Gabelnadel, einen Vorstecher und eine Hakennadel. Sie nähte damit einen Kettenstich. Die Anzahl der Stiche war jedoch sehr gering, sie arbeitete daher nicht besonders schnell.
Auch in Deutschland gab es Erfinder, die die mühsame Handnäharbeit durch Maschinenarbeit ersetzen wollten. Unter ihnen war Balthasar Krems aus Mayen im Rheinland (Eifel) wohl der bedeutendste. Um das Jahr 1800 konstruierte er ebenfalls eine Kettenstichnähmaschine, die erstmals eine Nadel mit dem Öhr an der Spitze und einen gesteuerten Greiferhaken hatte. Ein interessantes Konstruktionsmerkmal war der Stachelradtransport für das Nähgut, der durch Anwendung eines Pausengetriebes fortlaufend schrittweise arbeitete. Die Maschine war allerdings nur für die sogenannten Jakobinermützen einsetzbar, die Krems industriell herstellte. Sein letztes Modell, das etwa 300 bis 350 Stiche in der Minute nähen konnte, ist erhalten geblieben und steht im Eifelmuseum in Mayen.
Erster Nähmaschinenfabrikant der Welt war der Franzose Barthélemy Thimonnier. Er entwickelte 1829/30 sein am 17. Juli 1830 patentiertes Nähmaschinengrundmodell Couseuse, das bereits 100 Stiche pro Minute ausführen konnte, dem folgten weitere und bessere Modelle.
Im selben Jahr ging Thimonnier mit seinem Partner Ferrand nach Paris und gründete die Societé Germain Petit et Cie, die einerseits diese neuen Nähmaschinen in Serie herstellen sollte, andererseits gleichzeitig für die französische Militärverwaltung Uniformen produzierte. Die mit über achtzig Nähmaschinen arbeitende Gesellschaft war erfolgreich. Nur hatte Thimonnier ein Problem: Er kam mit seiner Abwesenheit von Heimat und Familie nicht zurecht, er verließ Paris „fluchtartig“ im Jahr 1831. Der Hersteller Germain et Petit arbeitete noch Jahrzehnte weiter – die oft berichtete Zerstörung der Fabrik hat nach Archivunterlagen niemals stattgefunden.
Auch sein Abenteuer in Manchester endete in gleicher Weise. Hier sollte Thimonnier den neuentwickelten Cousobrodeur für das Unternehmen Lakeman in Serie bauen, flüchtete jedoch nach wenigen Monaten zurück nach Amplepuis zu seiner Familie. Auf den Weltausstellungen in London und Paris wurde deutlich, dass Thimonnier den Zug der Zeit durch sein unverständliches Verhalten und langes Zögern verpasst hatte. Er starb am 5. Juli 1857 verarmt in Amplepuis. Originalnähmaschinen von Thimonnier stehen im Museum von Amplepuis, in der Sammlung Doyen in Lyon und im Gewerbemuseum von Paris.
Von 1807 bis 1839 arbeitete der Kufsteiner Joseph Madersperger an der Herstellung und Verbesserung seiner Nähmaschine. Diese war zuerst mit einer zweispitzigen Nadel mit einem Öhr in der Mitte ausgestattet, er entschied sich jedoch im Laufe der Entwicklung für die öhrspitzige Nadel. Seine hervorzuhebende Erfindung war eine schiffchenähnliche Einrichtung zur Erzeugung des Doppelstiches. Leider gelang es ihm damals nicht, die Öffentlichkeit zu überzeugen. Er verstarb 1850 im Armenhaus in Wien. Sein einfaches Grab ist noch im Friedhof St. Marx zu besichtigen.
Ähnlich erging es dem Amerikaner Walter Hunt im Jahre 1834. Er entwickelte die erste Maschine, die mit zwei Fäden arbeitet und auch mit einem Schiffchen ausgestattet war. Es gelang ihm allerdings nicht, seine Maschine zum Laufen zu bringen. Das erste US-Patent für eine auch zur Lederverarbeitung geeignete Nähmaschine erhielt John James Greenough am 21. Februar 1842. Ihm war jedoch ebenfalls kein wirtschaftlicher Erfolg beschieden.
Eine besondere Herausforderung war die Entwicklung einer Pelznähmaschine, da die Verarbeitung von Leder und Pelzen durch die Härte und unterschiedliche Materialstärke kompliziert wird. 1870 begann das Berliner Unternehmen von Joseph Priesner mit ersten Versuchen. Zwei Jahre später konnte er die erste Pelznähmaschine der Welt auf den Markt bringen. Sie trug die Typenbezeichnung Ia und fertigte mit zwei Fäden eine feste, geschlossene Naht, die aber noch nicht dehnbar genug war. Priesner präsentierte auf der Weltausstellung 1873 die Electra I a und wurde mit einer Goldmedaille ausgezeichnet.

### Industrielle Herstellung

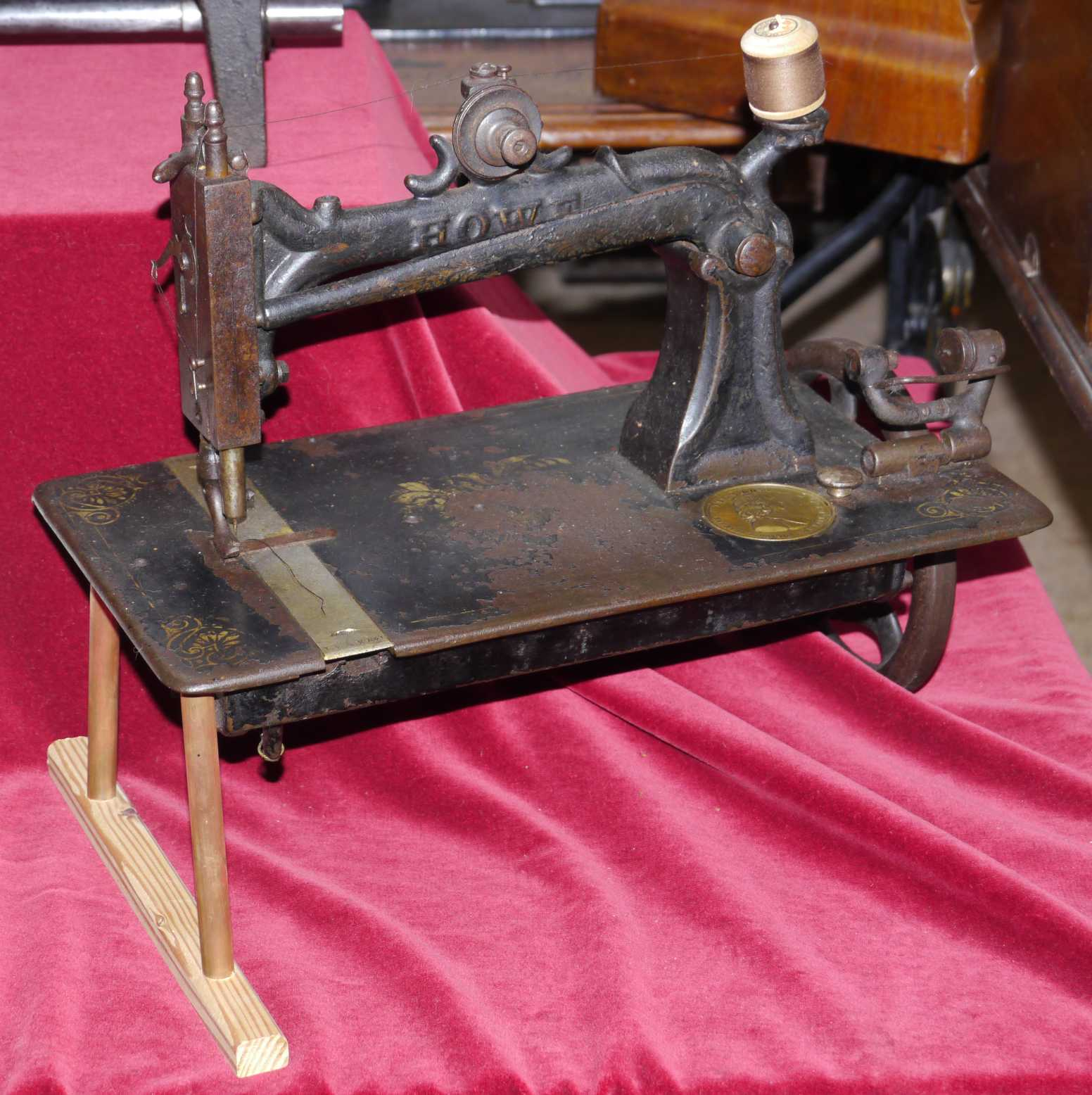
Nähmaschine von Howe im Nähmaschinenmuseum Sommerfeld

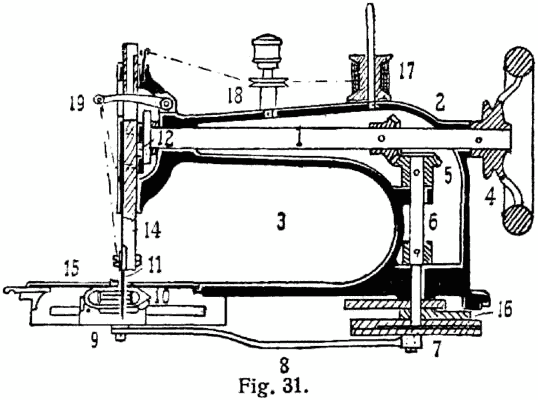
Nähmaschine vor 1904 (Langschiff-Nähmaschine. Unterfadenführung mit einem Schiffchen)

Im Jahre 1846 baute wiederum ein Amerikaner namens Elias Howe eine nach dem gleichen Prinzip arbeitende Nähmaschine. Diese Maschine leistete die Näharbeit von vier bis sechs Handnäherinnen. Gerechterweise muss man Elias Howe als den Erfinder der Doppelsteppstich-Nähmaschine bezeichnen. Man geht auch bis zur heutigen Zeit davon aus, dass Howe die eigentliche Entwicklung der Nähmaschine zu verdanken ist. Es war in Boston um 1839, als der verarmte Mechaniker Elias Howe, der Schwierigkeiten hatte, seine Frau und die drei Kinder zu ernähren, seinen Chef zu einer Kundin sagen hörte: „Wer da jemals eine Maschine erfände, die nähen kann, der machte ein Vermögen!“ Diese Idee ließ Howe nicht mehr los. Er beobachtete die Finger seiner Frau und versuchte zuerst, deren Handbewegungen maschinell umzusetzen. Der erste Versuch schlug fehl, aber er ließ sich nicht entmutigen. Er tüftelte so lange herum, bis er eine Nähmaschine gebaut hatte, die 250 feste Stiche in der Minute nähte. Bei einem Wettbewerb gegen geübte Handnäherinnen nähten die Näherinnen 50 Stiche pro Minute, seine Maschine jedoch 300. Howe ließ seine Maschine am 10. September 1846 in Amerika auf seinen Namen patentieren. Aus Mangel an Geld verkaufte er sie mit Patentversprechen an seinen Bruder, der mit der Maschine nach London reiste und sie dort für 250 Pfund an William Thomas verkaufte. Am 1. Dezember 1846 wurde die Maschine auf den Namen W. Thomas in London patentiert. Dennoch fand Howe niemanden, der sie kaufen und in größeren Stückzahlen produzieren wollte. Er führte seine Maschine zwei Herstellern vor. Diese schreckten vor dem Preis von 300 US-Dollar zurück und fürchteten auch die Drohungen der Schneidergilde. Da er in Amerika nichts erreichen konnte, reiste Howe mit seiner Familie nach England, da er sich dort bessere Chancen ausrechnete.
Zwei Jahre später kehrte er mit noch weniger Kapital in die USA zurück; die Schiffspassage verdiente er sich als Schiffskoch. Angekommen, erlebte er eine bitterböse Überraschung: In den zwei Jahren, die er fort war, hatte ein gewisser Isaac Merritt Singer, ebenfalls ein Mechaniker aus Boston, eine Nähmaschine erfunden und patentieren lassen, die nun in den Geschäften für 100 Dollar verkauft wurden. Howe focht das Singer-Patent an. Der Prozess zog sich in die Länge. Der Richter kam schließlich zu dem Ergebnis, dass die Gewinne der Nähmaschinen Singers geteilt werden mussten, und so erhielt Howe bis zu seinem Tod mit 48 Jahren jede Woche 4000 Dollar an Patentgebühren. Da Howe auch die übrigen Patentprozesse gewann, machte ihn seine Erfindung schließlich doch noch zu einem wohlhabenden Mann.

### Erfolgreiche Markteinführung durch den Hersteller Singer

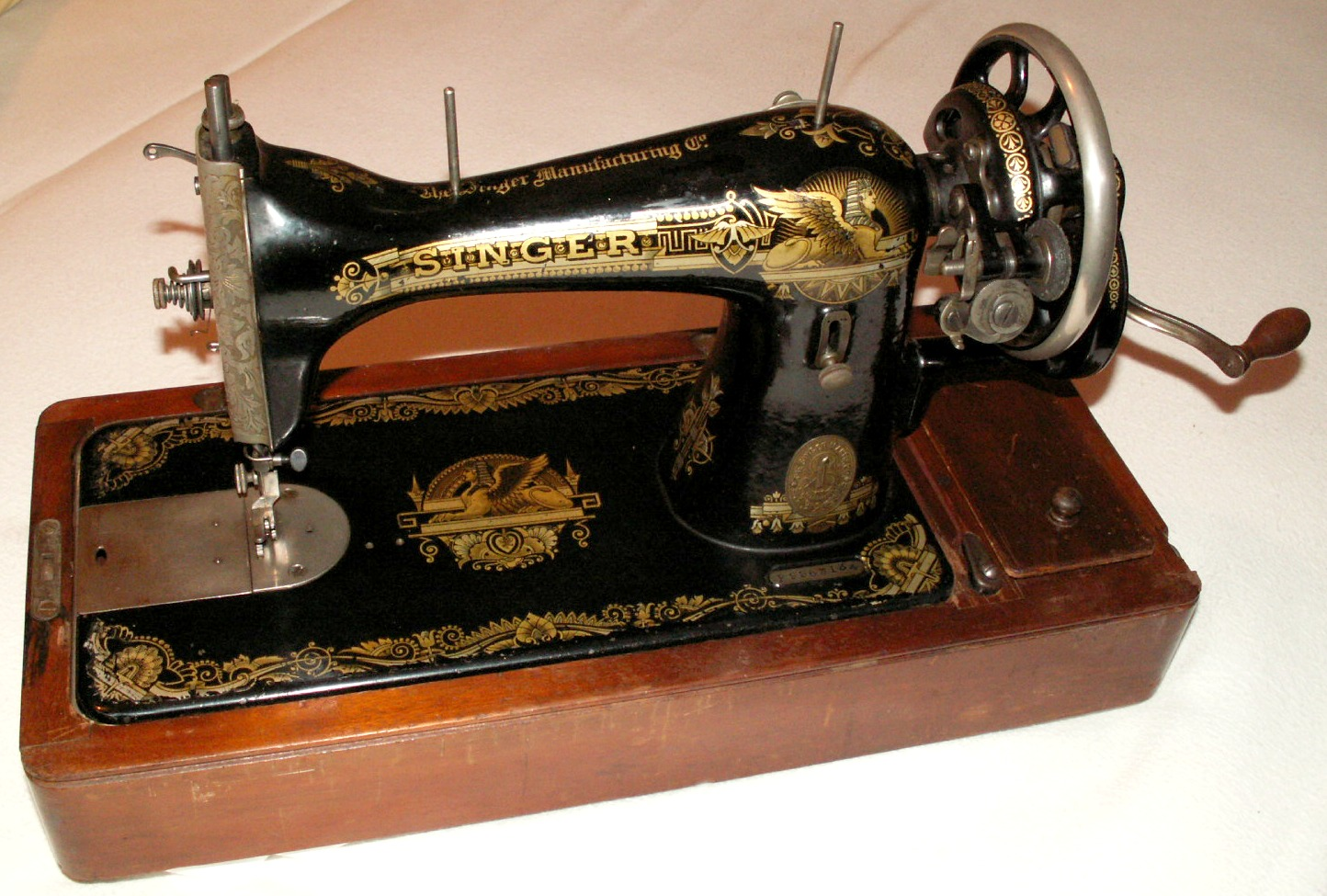
Singer 15/15K Nähmaschine (um 1920)

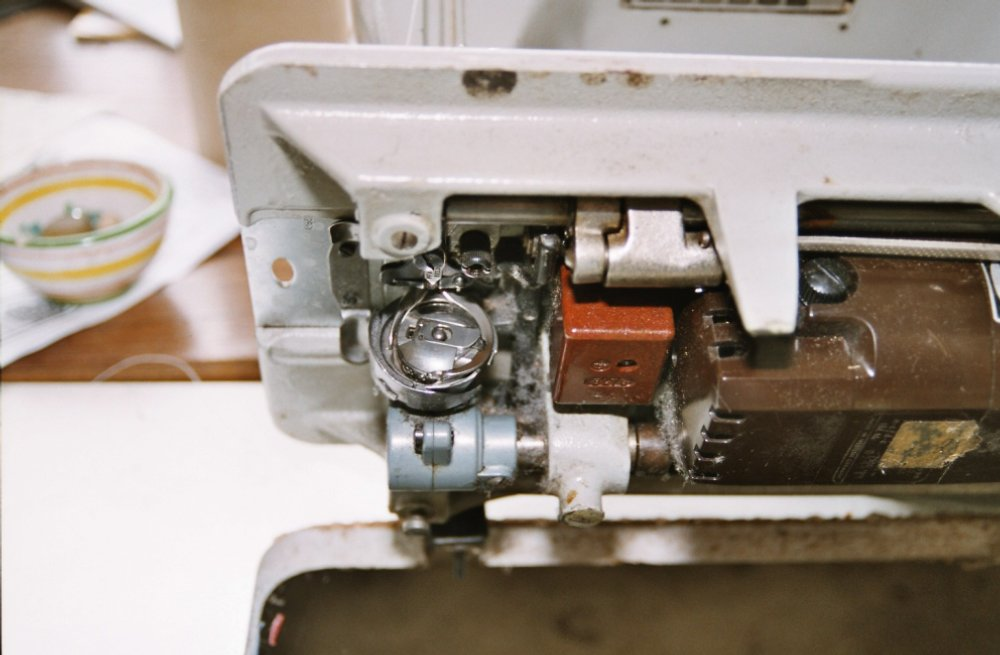
Das Herz einer Nähmaschine sind die rotierende Unterspule und der Greifer.

Es ist das Verdienst von Isaac Merritt Singer und der im Jahr 1851 gegründeten I. M. Singer & Co., dass die ersten Nähmaschinen nach Howes Idee fabrikmäßig hergestellt werden konnten. Der Unternehmensinhaber machte damit die Nähmaschine populär und sorgte für dementsprechenden Absatz. Eine weitere Neuerung war der Verkauf auf Abzahlung: Edward Clark, Partner von Singer, entwarf 1856 den Ratenkaufplan, den Prototyp für Ratenzahlungsverkäufe. Singer war zu dieser Zeit ein gescheiterter Erfinder, eine Buchstabenschnitzmaschine konnte er nicht verkaufen. Er arbeitete deshalb in der Nähmaschinenwerkstatt von Orson Phelps, der die Nähmaschine von Blodgett und Lerow herstellte. Diese Maschinen hatten denselben Nachteil wie die Nähmaschine von Howe: Sie nähten nur so weit, wie die Nähschiene reichte – also etwa 30 bis 40 cm. Singer änderte die Konstruktion durch eine senkrechte Nadelstange, eine waagerechte Antriebswelle und einen kontinuierlichen Stofftransport. Die Einnahmen durch das Patent dafür machte die Einrichtung einer Werkstatt durch die Partner Phelps, Zieber und Singer möglich. Dass Singer sich zusätzlich zum „Vermarktungsgenie“ entwickelte, ist bekannt. Die Zahlungen an Howe jedoch beruhten auf einem früher für Howe patentierten Bauteil, das Singer von Blodgett übernommen hatte. Auch alle anderen Hersteller mussten Abgaben an Howe dafür zahlen.
Die Partner Grover und Baker in Amerika erhielten am 11. Februar 1851 das Patent Nr. 7931 für die Zweifadenkettenstich-Nähmaschine. Der Kunsttischler Wilson hatte schon Jahre zuvor eine vorwärts und rückwärts nähende Maschine entwickelt, für die er 1850 sein erstes Patent erhielt. Die Auswertung war jedoch unmöglich, weil das verwendete doppelspitzige Schiffchen bereits geschützt war. Wilson tat sich deshalb mit Wheeler zusammen und konstruierte einen rotierenden Greifer mit Spule, der 1851 patentiert wurde. Aus diesem wiederum entstand dann 1852 die erste Nähmaschine mit Umlaufgreifer, gebogener Nadel und Hüpfertransport. Der amerikanische Techniker Walter House hat die Grunderfindung, den umlaufenden Greifer, dann später weiterentwickelt.
James Gibbs, ein Farmer aus Virginia, entwarf in zwei Jahren eine neuartige Kettenstichnähmaschine und ließ sie 1856 patentieren. Mit Willcox zusammen verbesserte er die Maschine und ließ sie serienmäßig herstellen. Weil sie preisgünstig war, fand sie für damalige Verhältnisse großen Absatz und wurde kaum verändert bis fast 1930 gebaut. 1887 brachte das Unternehmen Willcox & Gibbs eine neue Nähmaschine mit dreimal pro Stich umlaufenden Greifer mit Brille auf den Markt. Am 17. April 1873 erhielt Eduard Ward das Patent für seinen Greiferarm und die -platte. Im Jahre 1885 verbesserte der Techniker House den Umlaufgreifer von Wilson. Die Gebrüder Mack entwickelten im selben Jahr den Standard-Greifer, einen umlaufenden Greifer, der durch zwei Stifte bewegt wird, die wechselweise in geeignete Bohrungen im Greiferboden eingreifen. Ähnlich wie der Standard-Greifer der Gebrüder Mack funktioniert der Umlaufgreifer von White, der aus dem Jahre 1900 stammt. Er läuft in einer geneigt liegenden Bahn und wird durch wechselndes Eingreifen von Treiberstiften bewegt.
1887 erfand der ostpreußische Industrielle Julius Wilhelm von Pittler die Doppelstich-Näh-Stick-Maschine.

### Weiterentwicklung zur Haushaltsnähmaschine

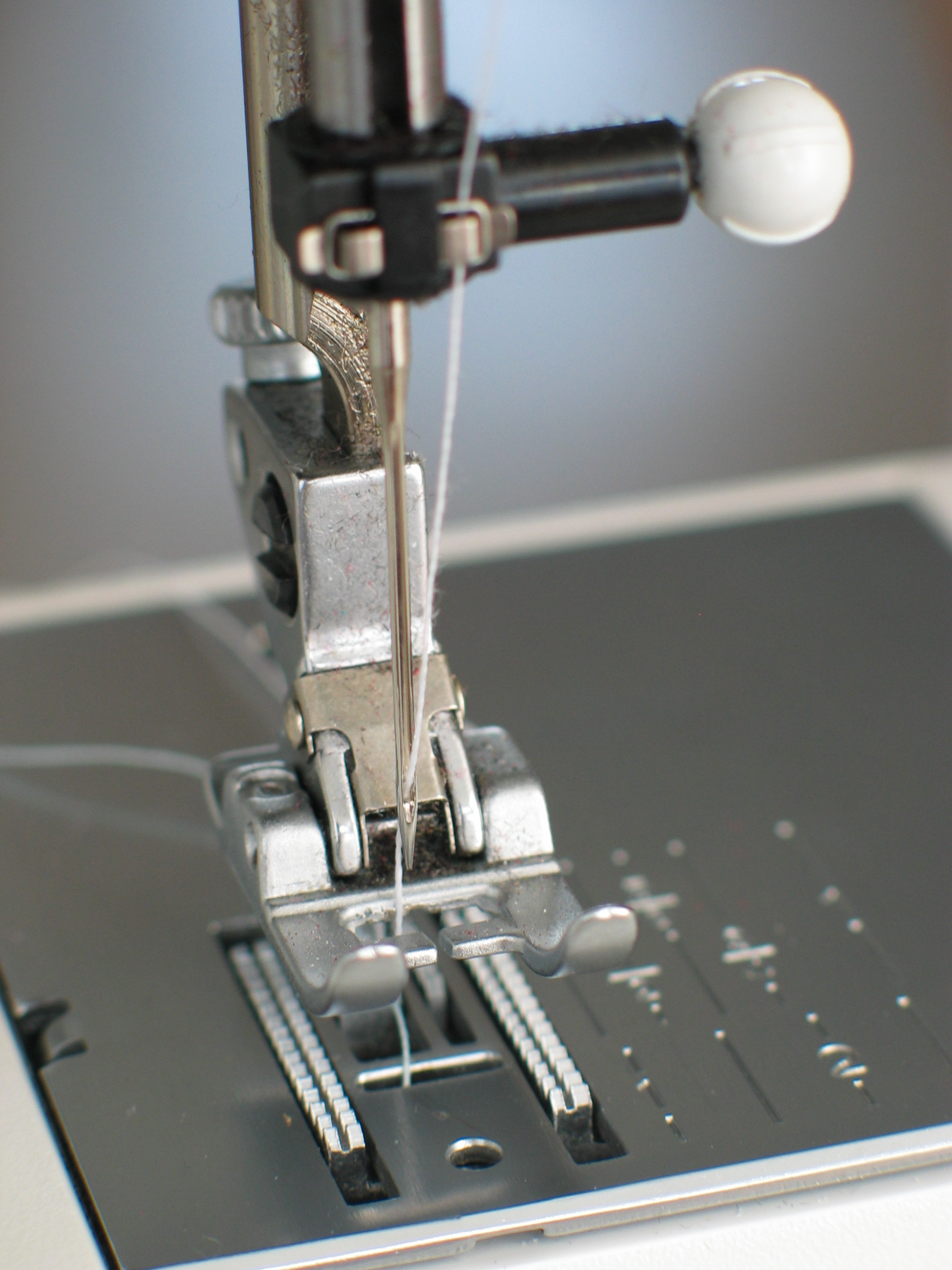
Stichplatte, Füßchen und Transporteur einer Nähmaschine

Kaum beeinflusst wurde die Entwicklung der Haushaltsnähmaschine durch die Konstruktion der ersten deutschen Zickzacknähmaschine im Jahre 1882 durch John Kayser (englische und amerikanische gab es schon länger). Die Kaysersche Nähmaschine war zu umständlich und zu störanfällig. Die Zickzacknähmaschine setzte sich erst nach 1930 durch – entscheidend war die Konstruktion des Mechanikermeisters Handschuh. Die Naht unterscheidet sich von der Naht der Geradstichmaschine dadurch, dass sie elastischer ist und Verwendung bei Spezialarbeiten findet.
1893 wurde in der Schweiz die erste Hohlsaummaschine bei den Gebrüdern Gegauf gebaut, Erfinder war Fritz Gegauf. Wenige Jahre später entstand dann die neue Nähmaschinenfabrik Fritz Gegauf AG, die bis heute noch Nähmaschinen baut. Ab 1932 hießen diese Maschinen BERNINA. Ab 1946 bauten die Brüder Gegauf in Steckborn (Schweiz) die erste Zickzack-Freiarmnähmaschine der Welt. Nach dem Zweiten Weltkrieg kamen Nähmaschinen für den Hausgebrauch mit Nutz- und Zierstich-Automatik auf, die mit Kurvenscheiben gesteuert wurden. Durch die Kupplung einiger weniger Kurvenscheiben ließen sich hunderte Zierstichmuster auf rein mechanischem Wege erzeugen.
Das Unternehmen Tavaro S. A. in Genf baute 1940 die erste transportable elektrische Freiarmnähmaschine nach den Patenten von Casas, der bereits fünf Jahre zuvor die erste Vorserie hatte herstellen lassen. Nach vielen sehr erfolgreichen Modellen ist der Betrieb inzwischen auch geschlossen.
Ab 1986 wurde die erste Bernina-Nähmaschine elektronisch über Schrittmotoren angesteuert. Dadurch müssen die Nutz- oder Dekor-Stiche nicht mehr von Hand eingestellt werden. Die Nähmaschine wandelte sich zum Computer, die mit dem Modell Bernina 830 einen Höhepunkt der Nähbranche erreichte. Die Bernina 830 ist eine Haushaltsnähmaschine mit einem ansteckbaren Stickmodul und integriertem Windows CE. Sie kann an den Computer und an das Internet angeschlossen werden. 2005 kam das Modell Bernina aurora mit einem Stich-Regulator als Neuheit auf den Markt. Dieser reguliert die gleichbleibende Stichlänge beim Quilten.

### Entwicklung der Haushaltsnähmaschine

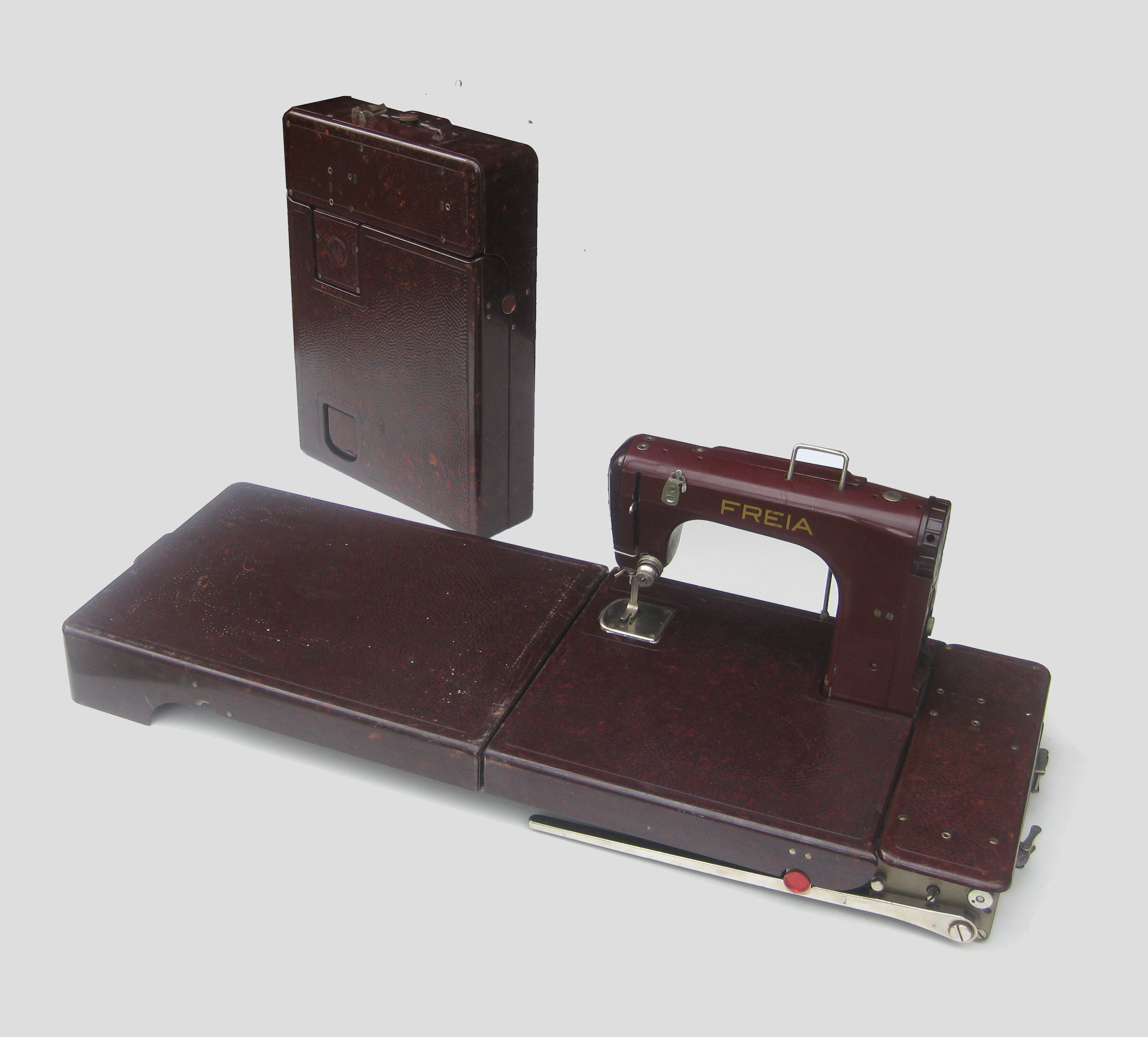
Koffernähmaschine Freia, entworfen von Ernst Fischer, VEB MEWA Ernst-Thälmann-Werk Suhl, 1948

Waren Haushaltsnähmaschinen in der Anfangszeit den Industrienähmaschinen recht ähnlich, so entwickelten sie sich im Laufe der Zeit doch in völlig andere Richtungen. Zunächst nur vorwärtsnähend (zum Rückwärtsnähen wurde der Nähfuß leicht angehoben und das Nähgut mit der Hand bewegt) setzte sich auch bei der Haushaltsnähmaschine der Stichumsteller zum Rückwärtsnähen als auch die Zickzackkulisse zum ZZ-Nähen durch. Dann trennten sich die Vorgaben; während sich die Industrienähmaschinen hauptsächlich auf die speziellen Belange der Textil- und Lederwarenindustrie einstellte und Spezialmaschinen baute, haben sich im Haushaltsnähmaschinenbereich die Overlockmaschine mit Kantenbeschneideeinrichtung zum Versäubern und Zusammennähen von Stoffkanten sowie die Blindstich- oder Pikiermaschine zum unsichtbaren (nicht durchgestochenem) Nähen als nennenswerte Haushalt-Tisch-Spezialmaschine entwickelt. Dagegen wurde die Standardhaushaltsnähmaschine oft mit Funktionen oder Merkmalen der Industrie-Spezialmaschinen versehen. Es entstanden Haushaltsnähmaschinen mit Vorrichtungen zum einfachen Erzeugen eines Knopfloches bis zur Knopflochhalbautomatik; Ziermuster entwickelten sich zum Nutzstich, mit denen z. B. elastische Stoffe oder Rocksäume einfach zu bearbeiten waren. Sticken, Stopfen, Freiarm, mit zwei Nadeln nähen können; eine Vorrichtung zum einfacheren Einfädeln des Nadelfadens in das Nadelöhr; das Aufspulen des Unterfadens durch die Nähnadel, ohne die Spule herausnehmen zu müssen, um nur einige zusätzliche Funktionen zu nennen. Leichtere Aluminiumgussgehäuse ersetzten bald das Graugussgehäuse, was das Gewicht reduzierte und die Akzeptanz der platzsparenden Koffernähmaschine (Tischnähmaschine) erleichterte.
Wurden die mechanischen Teile der erweiterten Funktionen zunächst durch immer größere Montageöffnungen in den Gusskörper eingebaut, kam bei den Generationen der Elektronikmaschinen (Computer, Tipptasten) dann eine offene Blockvariante zum Einsatz, bei der die Zusatz- und Antriebselemente an allen Seiten angebaut werden. Um das Aussehen einer typischen Nähmaschine beizubehalten, wird hier mit Gehäuseschalen die Maschine verkleidet (Design). Diese Maschinen haben meist keine Ölstellen mehr, da sie so konzipiert sind, dass die Werksschmierung dauerhaft ist.
Generell wurde schon früh an einer Verringerung der Herstellungskosten gearbeitet. Bereits seit den frühen 1950er Jahren, als Haushaltsnähmaschinen zunehmend komplizierter wurden, ersetzten erste große Nähmaschinenhersteller Metallkegelräder und andere Teile durch Kunststoff, oder die Konstruktion wurde auf andere Systeme wie Antriebsgurte oder Zahnriemen umgestellt; zwangsläufige Bewegungen der Nadelstangenschwinge wurden teilweise durch Federrückstellung ersetzt; Metallteile des Greifers wurden teilweise durch klemmfreien Kunststoff ersetzt, und kostengünstige Greifersysteme wurden entwickelt. Dadurch ergaben sich oft Veränderungen in der Langlebigkeit der Maschinen oder Maschinenteile, die Stichpräzision sowie die Stichsicherheit ließen nach, zumal, wenn auf die Stabilität der Stichbildungsorgane und präzise einstellbare Nadelanschläge verzichtet wurde und die vertikale Bewegung des Untertransporteurs konstruktiv zu ungünstigen Zeitpunkten erfolgt.

### Strukturkrise der Nähmaschinenindustrie
Über zweihundert Unternehmen in Deutschland beschäftigten sich mit dem Bau von Nähmaschinen. Namen wie Müller, Seidel & Naumann, Opel, Köhler, Adler und Phoenix gehörten zu ihnen. Die deutsche Nähmaschinenindustrie hatte im letzten Jahrhundert einige Krisen zu überstehen. Zunächst waren da die beiden Weltkriege, die dazu führten, dass nahezu alle Nähmaschinenfabriken ihre Produktion auf kriegswichtige Dinge umstellen mussten. Der Verlust des gesamten Außenhandels war nach den Kriegen nur schwer wieder gutzumachen. Um 1948 stiegen bekannte Unternehmen, die ihre angestammte Produktion nicht fortführen durften, auf Nähmaschinen um – Messerschmitt, Zündapp und Elac gehörten dazu. Schon nach wenigen Jahren wurde der Markt eng, einerseits durch eine größere Zahl von Herstellern, andererseits wurde Fertigkleidung immer preiswerter, so dass es nicht mehr lohnend war, seine Kleider und Wäsche selbst zu nähen. Hinzu kam, dass die ersten preiswerten Nähmaschinen-Fernostimporte angeboten wurden. Der entstehende Preiskrieg führte zu Zusammenschlüssen der deutschen Unternehmen – Apha (= Anker, Phoenix, Adler) – oder auch zu Arbeitsgemeinschaften mit Japanern – Adler-Toyomenka und ähnlichen – und endete in den siebziger Jahren mit der Produktionseinstellung bei fast allen deutschen Unternehmen. Nur Pfaff blieb zunächst erhalten, endete aber später, ebenso wie Singer und Elna. Pfaff-Haushaltsnähmaschinen werden nunmehr von Viking-Husqvarna in Schweden gebaut (die auch den Hersteller Meister vom Markt nahmen); als weiterer großer Haushaltsnähmaschinenhersteller existiert noch Bernina in der Schweiz. Auch Singer hat sich stark verändert. Das eigentliche Singer-Unternehmen hat sich vor Jahren der Weltraumtechnologie zugewandt und die Nähmaschinenfertigung an ein Lizenzunternehmen abgegeben.
Einige andere Nähmaschinenhersteller konnten ihre Produktion halten, weil sie über Vertriebspartner unter anderen Markennamen liefen. Zum Beispiel lieferte Veritas (VEB Nähmaschinenwerk Wittenberge) bis in die späten 80er-Jahre unter anderem für die Kauf- und Versandhäuser Quelle und Neckermann unter dem Warenzeichen Ideal und Brillant. Der italienische Fahrzeugteilehersteller Borletti verkaufte aus seiner Nähmaschinensparte bis in die 1970er-Jahre für Neckermann ebenfalls unter dem Label Brillant. Borletti stellte seine Nähmaschinenproduktion Anfang der 1970er-Jahre ein. Der italienische Hersteller Necchi liefert bis heute für Aldi unter dem Label Medion.

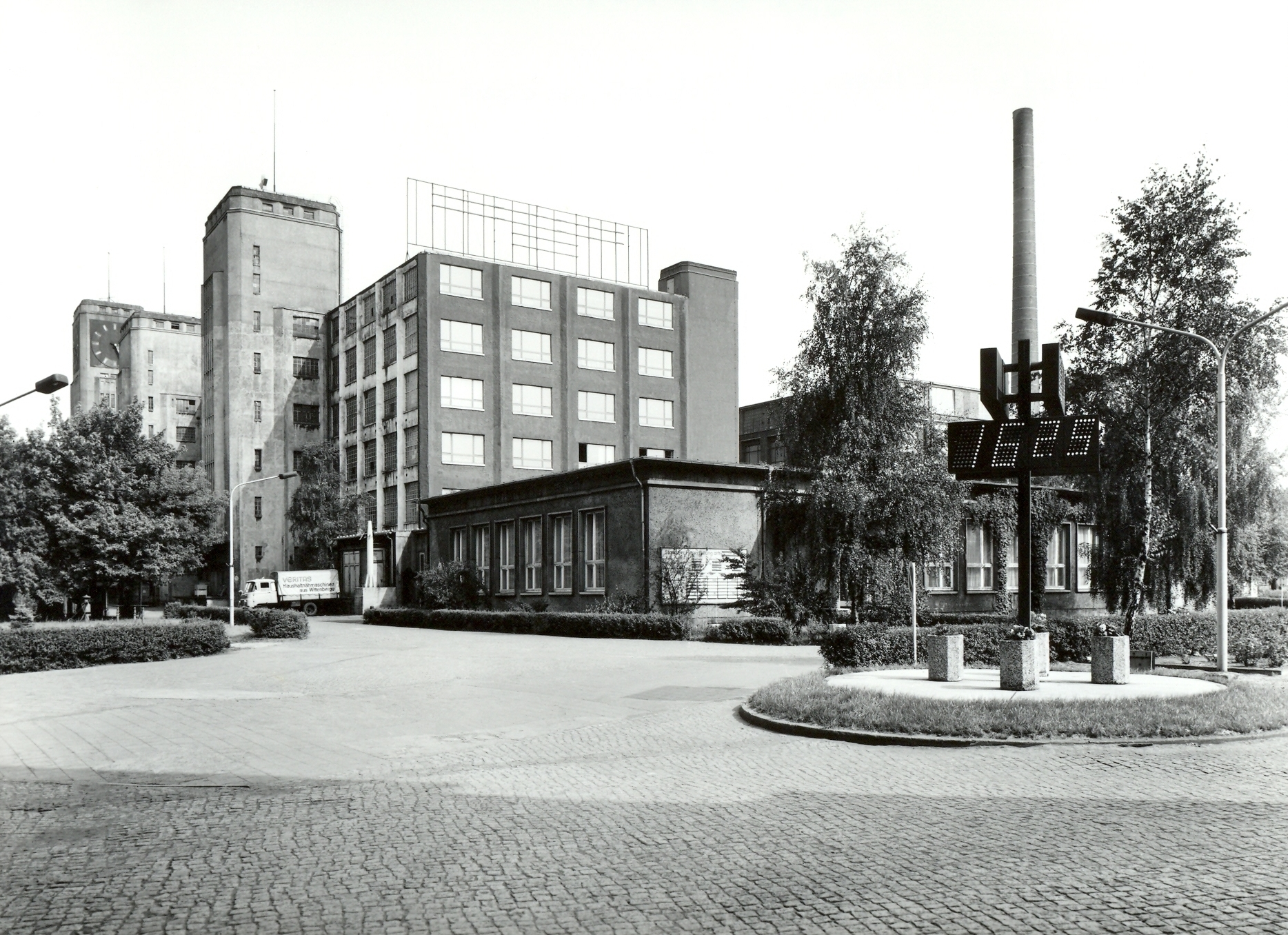
Nähmaschinenwerk Wittenberge (1984)

Das VERITAS-Nähmaschinenwerk in Wittenberge, errichtet im Jahre 1903 von der amerikanischen Singer Company N. Y., erreichte in den 1980er-Jahren Produktionszahlen von jährlich über 400.000 Stück. Nach der Wiedervereinigung Deutschlands liquidierte die deutsche Treuhandanstalt den Betrieb.
Mit der Schließung des Veritas-Nähmaschinenwerkes in Wittenberge im Jahre 1991 sowie dem Verkauf der Haushaltsnähmaschinensparte von Pfaff mit Produktionsstandort Karlsruhe-Durlach im Jahre 1999 ging ein einst bedeutender Industriezweig in Deutschland zu Ende – die Produktion von Haushaltsnähmaschinen. Mit dem am 6. März 2013 erfolgten Verkauf von Pfaff Industrial an die chinesische SGSB Group Co., Ltd. (unter anderem auch Inhaber von Dürkopp Adler) verlor der letzte deutsche Hersteller seine Unabhängigkeit.
Alte Nähmaschinen sind heute noch in vielen Haushalten vorhanden und werden beispielsweise auf Flohmärkten oder in Trödelläden als Antiquitäten angeboten. Der materielle Wert ist bei den in hohen Stückzahlen hergestellten Modellen der großen Hersteller allerdings trotz ihres dekorativen Aussehens und ihres Alters von teilweise mehr als 100 Jahren recht gering. Weiterhin gefragt für die Verarbeitung von schweren Materialien hingegen (beispielsweise Leder) sind aufgrund ihrer Robustheit alte, für diese Anwendung konstruierte Industriemaschinen.

### Nähmaschinen-Hersteller im deutschsprachigen Raum
In den 1850er Jahren kamen die ersten amerikanischen Nähmaschinen nach Europa und wurden unverzüglich nachgebaut. Carl Beermann 1849 in Berlin, Christian Mansfeld 1853 in Leipzig und F. Böcke in Berlin 1854 gehörten zu den ersten deutschen Herstellern, die allerdings relativ schnell ihr Geschäftsfeld auf andere Bereiche verlagerten oder die Nähmaschinenproduktion aus anderen Gründen bald aufgaben. Der erste deutsche Hersteller war Clemens Müller 1855 in Dresden. Ihm folgten rund 100 weitere Unternehmen. Die amerikanischen Unternehmen hatten deshalb immer große Probleme auf dem deutschen Markt – mit Ausnahme des Unternehmens Singer von Georg Neidlinger in Hamburg.

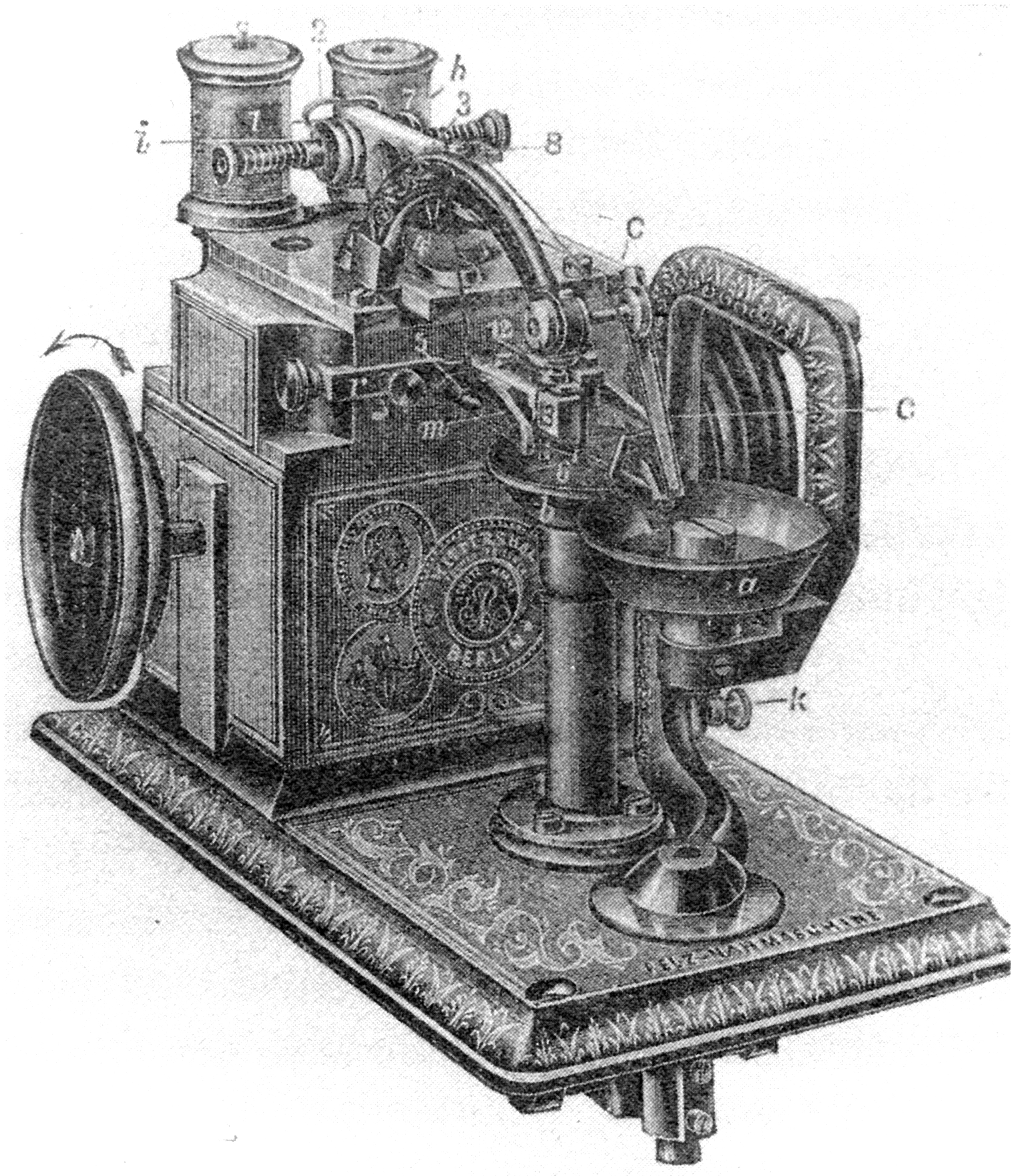
Eine der ersten Pelznähmaschinen, Electra, entwickelt von Joseph Priesner in Berlin, 1872

Ein Produzent der ersten Stunde war Joseph Wertheim, der 1854 bis 1858 in Amerika als Lehrling in der Nähmaschinenfabrik Singer gearbeitet hatte und nach seiner Rückkehr nach Deutschland 1861 eine erste Nähmaschine in Frankfurt am Main vorstellte. Ab 1862 fungierte er als Generalrepräsentant von Wheeler & Wilson für den süddeutschen Raum, ab 1863 stellte er Nähmaschinen in eigener Fabrikation her und gründete die Deutsche Nähmaschinen-Fabrik, in der 1865 bereits die eintausendste Maschine eigener Fabrikation hergestellt wurde. In einer 1868 neu eröffneten Fabrik in Frankfurt-Bornheim wurden in den Jahren bis 1920 von bis zu 600 Arbeitern insgesamt 1.500.000 Nähmaschinen hergestellt. 1932 wurde die Fabrikation von Deutschland in die bereits 1870 gegründete Zweigniederlassung Rapida S.A. in Barcelona verlegt, wo noch bis 1975 Nähmaschinen unter dem Namen Wertheim produziert wurden.
Um 1880 waren 19 Unternehmen in der Branche tätig und Bielefeld entwickelte sich zu einem der wichtigsten Standorte der Nähmaschinenproduktion in Deutschland. Die beiden Schlosser Carl Baer und Heinrich Koch gründeten 1860 die erste Bielefelder Nähmaschinenfabrik. Unter dem Namen Koch & Co. beschäftigten sie ab 1865 den Nähmaschinenmechaniker Nikolaus Dürkopp sowie den Meister Carl Schmidt. Dürkopp hatte bereits 1861 seine erste Nähmaschine konstruiert und machte sich am 22. Oktober 1867 mit Schmidt als Dürkopp & Schmidt selbständig. Durch die Fusion der Unternehmen in Bielefeld entstand der jetzige europäische Marktführer Dürkopp Adler.
Eines der weiteren Unternehmen war die Maschinenfabrik Bernhard Stoewer in Stettin. Er begann 1862 mit der Herstellung von Nähmaschinen nach dem System Wheeler & Wilson. 1864 übernahm Bernhard Stoewer auch das System von Grover & Parker und beschäftigte in seiner kleinen Fabrik 1865 bereits elf Arbeiter und vier Lehrlinge. 1872 firmierte das Unternehmen als Nähmaschinenfabrik und Eisengießerei von Bernh. Stoewer, Stettin. Die Zahl der Beschäftigten stieg auf 250 durch große Aufträge aus Skandinavien (nach System Singer als Victoria bezeichnet) und Russland stieg die Zahl der Mitarbeiter auf 400. Im Jahr 1907 stellte Stower 75.708 Nähmaschinen her; 1920 verließ die 1.500.000. Nähmaschine das Stoewer-Werk in Stettin. Im Jahr 1929 waren es nur noch 30.000 Nähmaschinen, die fabriziert wurden, 1931 musste die Liquidation beschlossen werden. Die Adolf Koch AG in Saalfeld übernahm die Maschinen, Vorrichtungen sowie Marken- und Vertriebsrechte.
Ebenfalls zu den ersten erfolgreichen Produzenten zählt Georg Michael Pfaff aus Kaiserslautern. Er war Blechinstrumentenbauer und kam, gleichfalls im Jahr 1862, über die Reparatur von Nähmaschinen zum Bau eigener Nähmaschinen, anfangs nach dem System von Howe, später Singer. Seit 1868 gibt es in Dresden das Unternehmen Seidel & Naumann. Leopold Oskar Dietrich, Hermann Köhler und Gustav Winselmann gründeten 1871 in Altenburg (Thüringen) eine Werkstatt zum Bau von Nähmaschinen, die Vesta-Nähmaschinen-Werke. 1879 konstruierte Max Carl Gritzner aus Karlsruhe den zweimal umlaufenden Greifer ohne Brille. Seine Maschine hatte außer diesem Greifer einen Spulenkapsellüfter, einen umlaufenden Fadengeber und eine gesteuerte Fadenspannung. Allerdings erging es Gritzner wie vielen Erfindern, seine Idee wurde erst viel später populär, als die Amerikaner seine Erfindung übernahmen.
In Österreich entwickelte sich die Firma Rast & Gasser ab ihrer Gründung 1868 in Wien zu einem der größten Hersteller von Nähmaschinen. Im Gegensatz zu anderen Fabriken stellte Rast & Gasser als Nebenprodukt Handfeuerwaffen her und belieferte damit auch die k.u.k Armee (Armee-Revolver M1898). Nach dem Anschluss Österreichs ans Deutsche Reich wurde das Unternehmen von den größeren reichsdeutschen Herstellern in die Liquidierung getrieben, begann aber bereits nach Kriegsende wieder mit der Herstellung von Nähmaschinen. Rast & Gasser existierte bis 1972. Bereits ab den 1870er-Jahren spielte auch der Linzer Unternehmer Johann Jax eine zentrale Rolle in der österreichischen Nähmaschinenindustrie. Seine Produkte wurden in der gesamten Habsburgermonarchie vertrieben.
Weiterhin ist die Parallelität der Entwicklung der Nähmaschine und des Fahrrades auffällig, obwohl beide Industrieprodukte zunächst nicht viel gemeinsam haben. Beide bedienten jedoch zur selben Zeit den gleichen Absatzmarkt, und beide benötigten in gleichen Mengen präzise gefertigte Bauteile wie beispielsweise Lager und Gewindeteile. Aus diesem Grunde vertreiben auch heute noch viele Händler sowohl Fahrräder als auch Nähmaschinen. Die Konzentration der deutschen Nähmaschinenhersteller zusammen mit der Fahrradindustrie auf einige wenige Standorte wie beispielsweise Bielefeld ist ebenfalls auf diese Ursache zurückzuführen. Gleiches gilt für die Schreibmaschine. Nicht selten kamen alle drei Produkte aus einem Haus.